# Рязанский радиотелецентр РТРС
Рязанский областной радиотелевизионный передающий центр (филиал РТРС «Рязанский ОРТПЦ») — подразделение Российской телевизионной и радиовещательной сети (РТРС), основной оператор цифрового эфирного телевидения и аналогового радиовещания Рязанской области.
Филиал обеспечивает 99,35% населения региона 20-ю бесплатными цифровыми эфирными телеканалами и радиостанциями.
Филиал также транслирует в регионе 19 радиостанций, способствует развитию интернета и мобильной телефонной связи.

## История
В конце 1955 года Совет Министров РСФСР принял постановление о строительстве в Рязани ретрансляционной телевизионной станции.

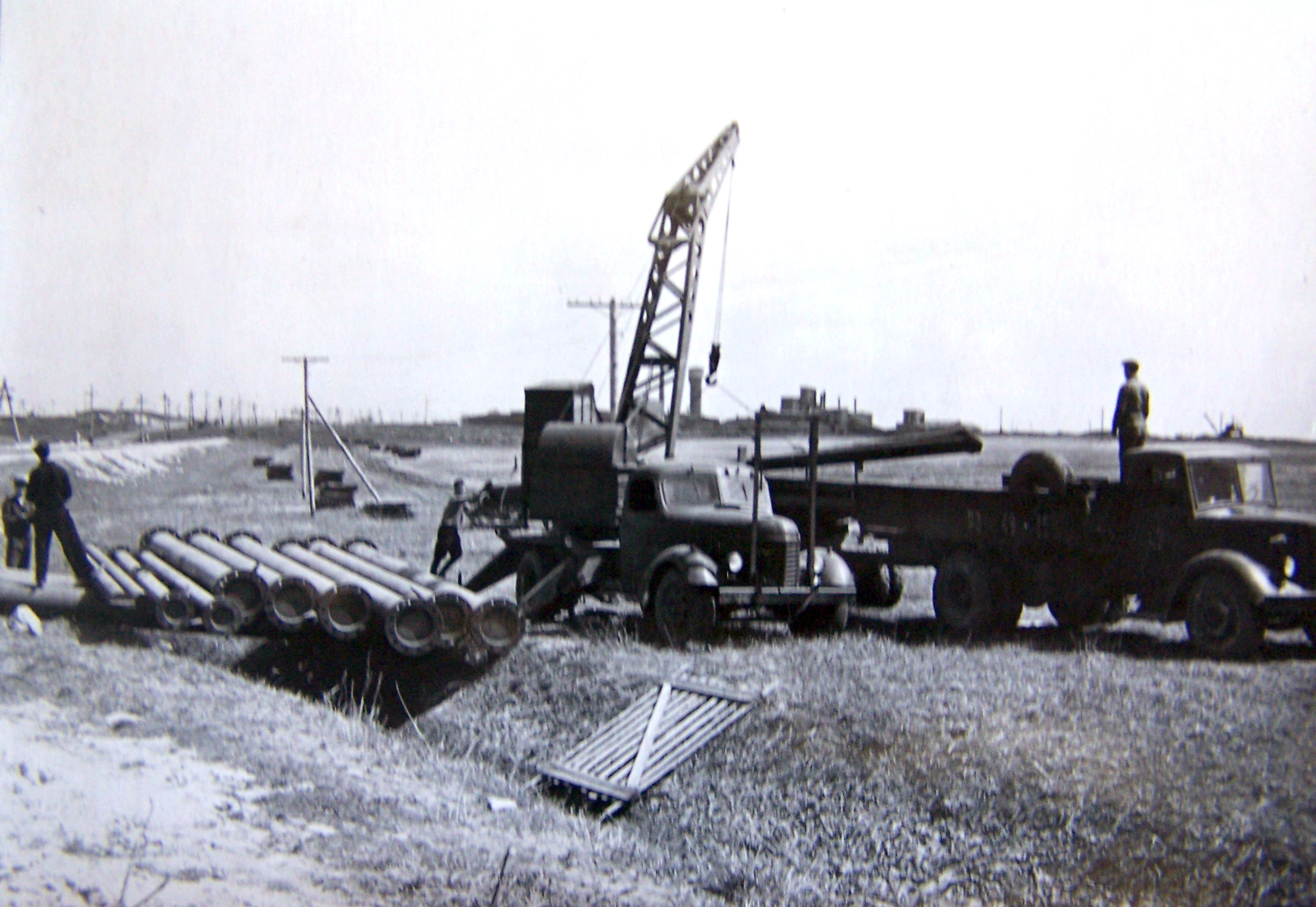
Начало строительства башни Рязанского ОРТПЦ

3 февраля 1956 года бюро Рязанского обкома КПСС принимает решение о строительстве телестанции к 39-й годовщине Великой Октябрьской социалистической революции.
Работы начались 1 марта 1956 года. Менее чем за год были построены телевизионная башня высотой 180 м, технические помещения, смонтирован телевизионный передатчик. Параллельно велось строительство радиорелейной линии (РРЛ) связи Москва — Бронницы — Пески — Подлипки — Рязань. Она стала первой в Советском Союзе РРЛ, предназначенной для передачи телевизионного сигнала. По радиорелейной линии связи Первая программа Центрального телевидения (ЦТ) была подана на передатчик, установленный в Рязани. 6 ноября 1956 года первый рязанский телевизионный передатчик вышел в эфир, и жители Рязани и прилегающих районов получили возможность смотреть передачи Московского телевизионного центра.
6 ноября 1956 года считается датой начала телевизионного вещания в области и днем рождения предприятия.
В 1957—1960 годах в Рязани была организована трансляция Первой и Второй программ Всесоюзного радио.
В 1960-1964 годах в г.г. Касимов, Ряжск, Сасово и п. Шилово построены ретрансляторы, на которых установлены маломощные передатчики для вещания 1-й программы Центрального телевидения.
В 1964 году в Рязани началась трансляция Второй программы ЦТ, а в 1968 году — Четвёртой программы ЦТ.
В это же время стало понятно, что, имея телевизионную станцию в г. Рязани, расположенной на краю области и маломощные ретрансляторы, невозможно обеспечить качественный приём телевизионных и радиопрограмм на всей территории области. Поэтому принимается решение и в 1969 году начинается строительство мощной радиотелевизионной передающей станции в с. Мосолово Шиловского района. Место для строительства станции выбрано в географическом центре области на достаточно высоком месте над уровнем моря. Для максимального охвата вещанием территории области построена антенная опора высотой 330 м и для трансляции 1-й и 2-й программ Центрального телевидения, установлены передатчики с излучаемой мощностью по 25 кВт. Таким образом, было обеспечено покрытие вещанием более 70% территории области. Маломощные телевизионные ретрансляторы были закрыты.
Создание в 1979 году системы спутникового распределения программ «Москва» дало возможность иметь качественный источник программ в любой точке страны. Поэтому ОРТПЦ приступил к расширению сети вещания в регионе и в период с 1980 по 1992 год ведётся активное строительство телевизионных ретрансляторов малой мощности в отдаленных районах и районных центрах за пределами зоны охвата передающей станции Мосолово: Кадоме, Ермиши, Бугровке Милославского района, Михайлове, Милославском, Лесном Конобеево Шацкого района. На ретрансляторах устанавливаются передатчики для трансляции 1-й и 2-й программ телевидения, а в Кадоме, Ермиши и Лесном Конобеево ещё и радиовещательные передатчики для программ «Радио России» и «Юность».
В 1992-1996 годах вводятся в эксплуатацию ретрансляторы: в Спас-Клепиках для трансляции Образовательной программы; Пителино и Шилово – для трансляции телеканала Культура; Кораблино – для трансляции телеканалов «2х2» и «ТВ-3»; Путятино – для трансляции телеканалов НТВ и «2х2».
В 1994 году в г. Рязани вышла в эфир первая коммерческая радиостанция в ФМ диапазоне на частоте 103,2 МГц.
В 1998 году построена радиотелевизионная передающая станция в г.Скопине. Антенная опора высотой 70м была приобретена у МПС, а в качестве технического здания использовался специально оборудованный списанный железнодорожный вагон. В 1998 году станция обеспечила трансляцию телеканала «Культура», а в 1999 – телеканала НТВ. Возможность эфирного вещания получили две муниципальные телекомпании «Верда» и «Районное Скопинское Телевидение и Радио».
Осенью 1998 года предприятием ООО «Верхолазрадиострой» проведена реконструкция мачты РТПС Мосолово. Конструкцию нарастили на 20м для установки передающей дециметровой антенны, позволившей транслировать телеканал НТВ. Монтаж произведен с использованием вертолета МИ-26. Высота мачты достигла 350м.

## Деятельность
В 2001 году Рязанский областной радиотелевизионный передающий центр вошёл в состав РТРС, единого оператора эфирного телерадиовещания, образованного Указом Президента Российской Федерации от 13.08.2001, объединившего 78 республиканских, краевых и областных радиотелевизионных передающих центров страны, в статусе филиала.

### Развитие сети аналогового телерадиовещания
В 1990-2000-е годы появились новые телеканалы, которым нужны были сети распространения в регионах РФ: ТВЦ, Петербург-5канал, Спорт. Также стремились расширить сеть, уже транслировавшиеся на некоторых объектах филиала, телеканалы НТВ и «Культура». Поэтому филиал начинает строительство новых передающих станций: в 2002 году построена передающая станция в Касимове, техническое здание приобретено у предприятия Рязаньавтодор, во дворе здания смонтирована башня высотой 79,2м; в 2003 году – в Михайлове, башня высотой 74м и техническое здание; в 2004-2005 годах в Ряжске, башня высотой 100м и техническое здание; в 2007 году – в Сараях, башня высотой 74м и контейнер для размещения оборудования. Обновленная инфраструктура позволила создавать для телерадиокомпаний сети распространения программ с покрытием значительных территорий Рязанской области. В результате обеспечена трансляция телеканалов НТВ с 12-ти, «Культура», ТВЦ и Спорт – с 10-ти, Петербург -5 канал – с 9-ти передающих станций.
Важным достижением филиала РТРС стало создание сети распространения телевизионной программы областной ГТРК «Край Рязанский». Для подачи программы «Край Рязанский» на передающие станции построены радиорелейные линии связи: ГТРК-ОРТПЦ; Мосолово-Шилово-Путятино-Чучково-Сасово; Пителино-Терентеево-Касимов; Сасово-Лесное Конобеево; Рязань-Федоровское-Михайлов-Восточный-Скопин-Ряжск-Кораблино; Мосолово-Сапожок-Сараи общей протяженностью 450 км. 13 телевизионных передатчиков обеспечили возможность приема областной программы жителям во всех районах Рязанской области.
К концу 2010 года более 93% населения области имели возможность принимать 5 и более программ телевидения.
В 2005 году филиал получает лицензию на оказание услуг связи для целей кабельного вещания и начинает осваивать новый вид услуг – кабельное телевидение. В 2005 году строится сеть кабельного телевидения в р.п.Шилово, в 2006 году – в г.Ряжске, в 2007 году в г.Скопине и в 2008 году – в г.Кораблино. В декабре 2010 году количество абонентов, подключенных к сетям кабельного телевидения и пользующихся услугами Рязанского ОРТПЦ, достигло 9500.

### Перевод региональной сети вещания на цифровой формат
13 мая 2011 года генеральный директор РТРС и Губернатор Рязанской области подписали соглашение о сотрудничестве в области развития телевидения и радиовещания в Рязанской области.

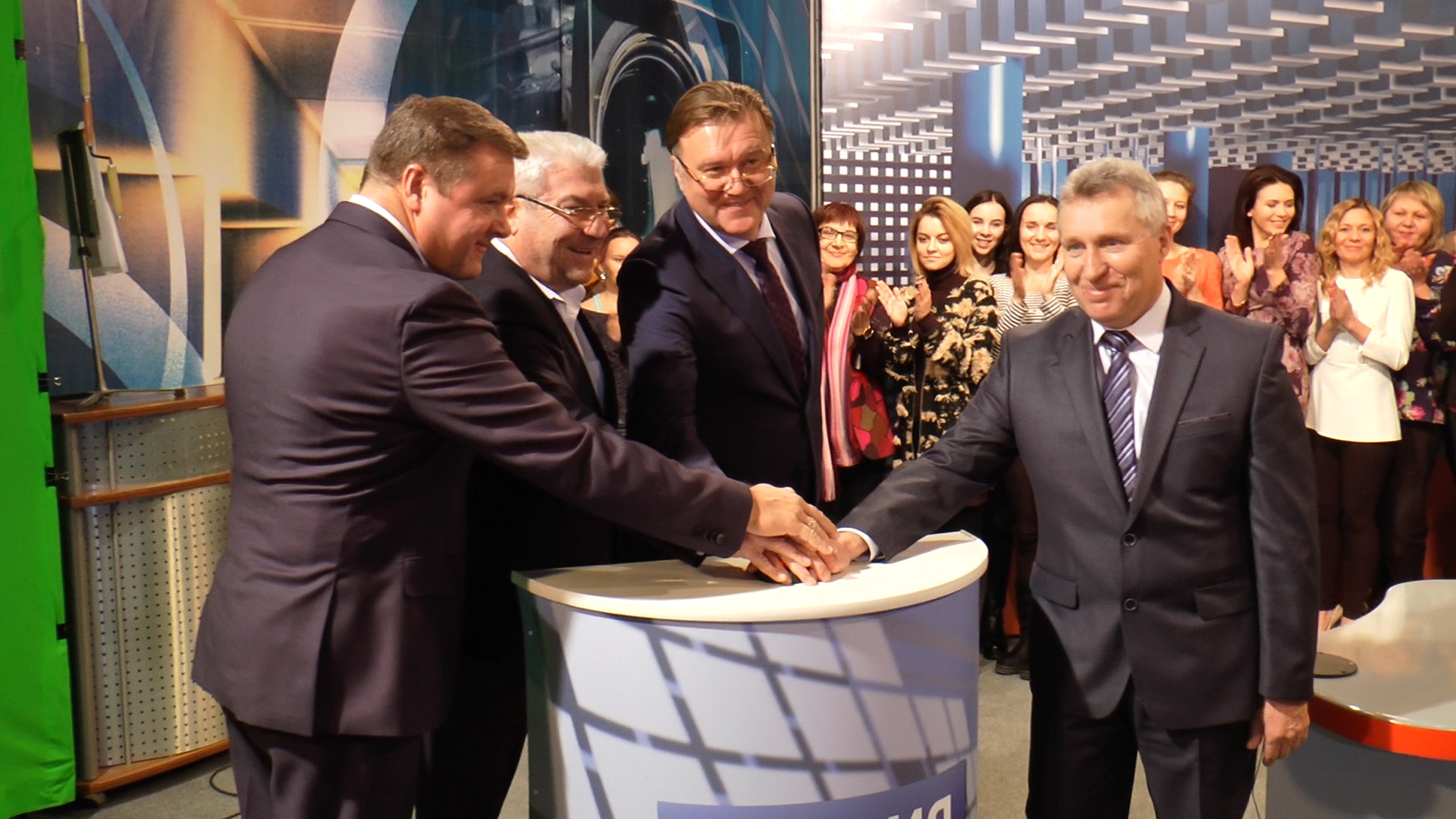
Губернатор Рязанской области Николай Любимов дал старт трансляции программ ГТРК "Ока" в составе мультиплекса РТРС-1

В 2011—2018 годы РТРС создал в Рязанской области сеть цифрового эфирного телерадиовещания, состоящую из 24 передающих станций различной мощности.  Строительство цифровой телесети в регионе предусматривалось федеральной целевой программой «Развитие телерадиовещания в Российской Федерации на 2009-2018 годы». 12 передающих станций телесети возводились с нуля, на 3-х передающих станциях построены новые башни и 9 существующих передающих станций модернизированы для размещения оборудования цифрового вещания.
В октябре 2013 года РТРС начал тестовую трансляцию 10 телеканалов и 3 радиоканалов первого мультиплекса с передающей станции в г. Михайлове.
В январе 2014 года РТРС открыл в г. Рязани центр консультационной поддержки зрителей цифрового эфирного телевидения.
20 декабря 2013 года РТРС начал трансляцию первого мультиплекса в Рязани, а 29 декабря 2014 года началась трансляция второго мультиплекса.
В январе 2014 года в г. Рязани состоялась торжественная церемония ввода цифровой телесети в эксплуатацию. Символическую кнопку запуска нажали Министр промышленности, инновационных и информационных технологий Рязанской области и директор филиала РТРС «Рязанский ОРТПЦ».

29 ноября 2017 года РТРС начал включение программ ГТРК «Ока» в каналы первого мультиплекса «Россия 1» и «Россия 24». В церемонии запуска принял участие Губернатор Рязанской области и заместитель Генерального директора по управлению государственными программами и капитальному строительству РТРС.

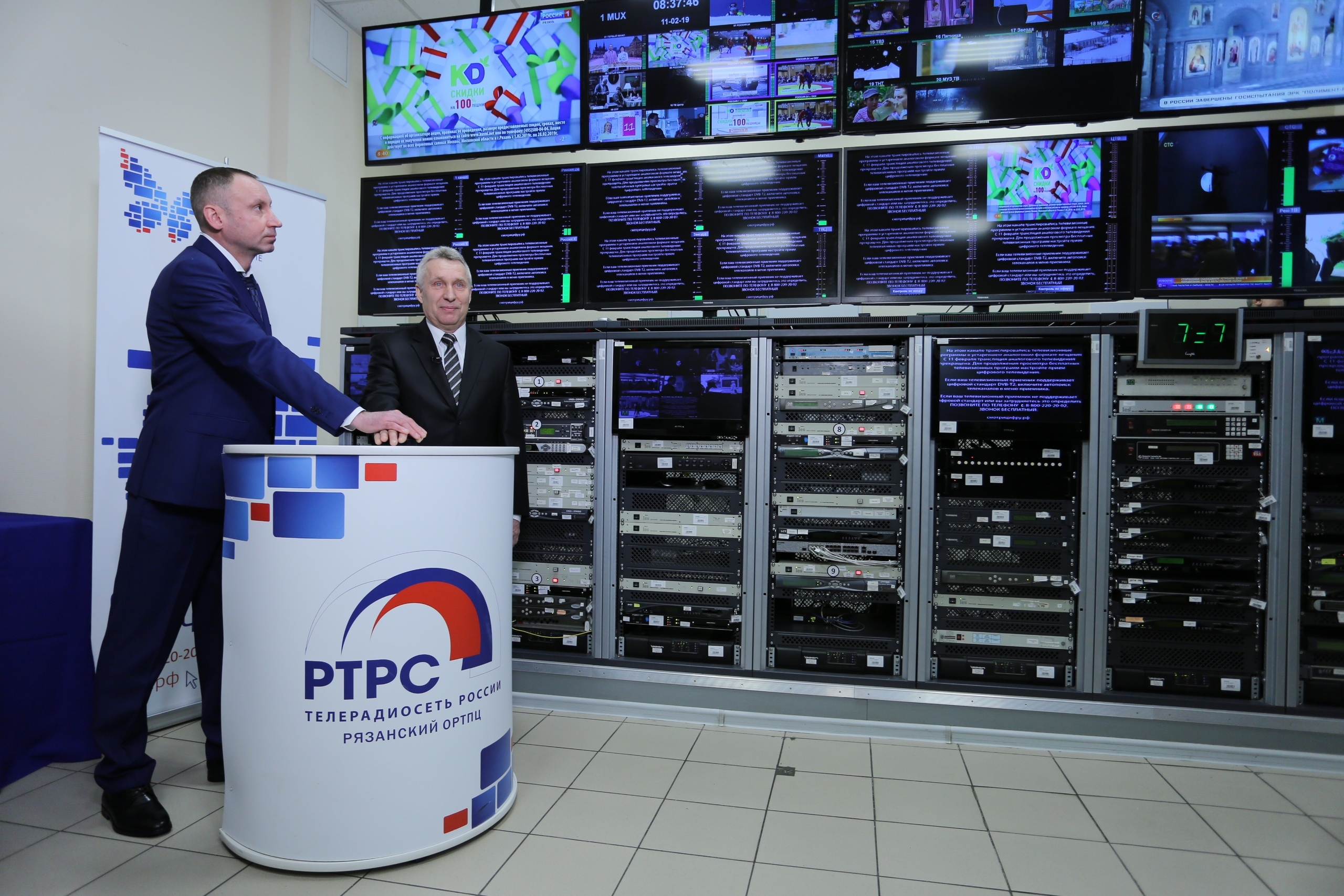
Заместитель генерального директора Дмитрий Землянский и директор филиала РТРС "Рязанский ОРТПЦ" Александр Лучкин нажали символическую кнопку отключения аналогового телевидения

Осенью 2018 года в Рязанской области начали работу все передатчики второго мультиплекса. Цифровой телесигнал стал доступен для 99,35% населения региона (более 1119 тысяч человек).
11 февраля 2019 года в регионе прекратилось аналоговое вещание федеральных телеканалов. Рязанская область полностью перешла на цифровое телевидение. План отключения аналогового телевидения в России утвержден решением Правительственной комиссии по развитию телерадиовещания от 29 ноября 2018 года. Рязанская область вместе с шестью другими регионами вошла в первый этап отключения аналогового сигнала. Региональные телеканалы и телеканалы, не входящие в состав мультиплексов, продолжили аналоговое вещание.
После отключения трансляции аналоговых телепрограмм на их частотах было размещено сообщение о необходимости перехода на прием цифрового телевидения. Заставка передавалась в течение недели. Подключиться к цифровому телевидению жителям региона помогали подготовленные РТРС волонтеры. Они установили оборудование 1,5 тысячам телезрителей, в основном, пожилым люди и жителям удаленных поселений. Заместитель Министра цифрового развития, связи и массовых коммуникаций РФ Алексей Волин отметил, что по уровню подготовки к переходу на цифровое телевидение, в том числе организации информационной кампании, работы волонтеров, реализации мер социальной поддержки, Рязанская область вошла в число семи наиболее подготовленных регионов, в которых с 11 февраля 2019 года был отключен аналоговый сигнал.
29 ноября 2019 года Рязанский филиал РТРС начал трансляцию программ телеканала «ТКР» в сетке «Общественного телевидения России» в составе первого мультиплекса ежедневно в отрезках времени с 6 до 8 и с 17 до 19 часов.

### Развитие сети радиовещания
В 2000-е годы быстрыми темпами развивалось и радиовещание. В 2010 году на сети ВГТРК работали 5 передатчиков программы Радио России, 9 - программы Маяк и 8 - программы Юность. Коммерческие радиостанции транслировались 15-ю передатчиками.
В 2016 – 2020 годах Рязанский филиал РТРС реализовал в регионе совместную программу РТРС и ВГТРК по переводу сети вещания радиостанций «Радио России» и «Маяк»  в ФМ диапазон, организовал вещание программы «Вести ФМ» в г. Рязани.
С 2020 года вещание программы «Радио России» осуществляется 14-ю передатчиками, которые обеспечивают охват 95,12% населения Рязанской области
В 2020-2021 годах Рязанский ОРТПЦ совместно с ГАУ ОГТРК «Край Рязанский» создал областную сеть вещания радиостанции «ТКР-ФМ». На сети установлено 17 радиовещательных передатчиков, обеспечивающих охват 98,93% населения Рязанской области. На РТПС Мосолово введен в эксплуатацию передатчик для трансляции программы "Авторадио" (101 МГц).
В 2023 году организовано вещание радиоканала ООО «Радио День» на объектах филиала в Касимове, Михайлове, Ряжске, Скопине, Мосолово и ООО «Седьмая волна» в Скопине.
В июне 2024 года в Ряжске введён в эксплуатацию передатчик TF-100 для трансляции программы «Русский Хит» (96,3 МГц), а в Рязани передатчик TF-1000 для трансляции программы «Радио Гордость» (93,9 МГц).
Всего на сети радиовещания филиала работает 60 передатчиков различной мощности, которые транслируют программы 19 радиостанций.

## Организация вещания
РТРС транслирует в Рязанской области:
- 20 телеканалов и 3 радиоканала в цифровом формате;
- 2 телеканала и 19 радиоканалов в аналоговом формате.

Инфраструктура эфирного телерадиовещания Рязанского филиала РТРС включает:
- областной радиотелецентр;
- 2 производственных подразделения;
- региональный центр формирования мультиплексов;
- 25 передающих станций – из них 24 цифровые;
- 35 АМС;
- 91 приемную земную спутниковую станцию;
- 1 приемо-передающую земную станцию спутниковой связи (ЗССС);
- 16 радиорелейных станций;
- 406,6 км радиорелейных линий связи;
- 364,79 км линий связи на основе систем широкополосного доступа;
- 3 сети кабельного вещания в Кораблино, Скопине и Шилово с общей протяженностью ВОЛС 59,111 км.

## Объекты цифрового эфирного вещания
| № пп | Название объекта   | Район              | Охват населения, тыс.чел. | Высота, м | Мощность, кВт | Дата запуска РТРС-1 | Дата запуска РТРС-2 |
| 1    | Богослово          | Скопинский         | 9,810                     | 74        | 0,5           | 25.12.2013          | 21.11.2018          |
| 2    | Елатьма            | Касимовский        | 8,428                     | 72        | 0,25          | 24.05.2017          | 21.11.2018          |
| 3    | Ермишь             | Ермишинский        | 5,559                     | 74        | 0,25          | 27.12.2013          | 20.11.2018          |
| 4    | Кадом              | Кадомский          | 7,148                     | 74        | 0,1           | 10.09.2014          | 20.11.2018          |
| 5    | Касимов            | Касимовский        | 41,405                    | 79,2      | 0,5           | 01.04.2014          | 13.12.2018          |
| 6    | Кельцы             | Рязанский          | 4,255                     | 72        | 0,25          | 22.05.2017          | 13.12.2018          |
| 7    | Клетино            | Касимовский        | 9,000                     | 74        | 1             | 25.05.2017          | 13.12.2018          |
| 8    | Лесное Конобеево   | Шацкий             | 3,880                     | 72        | 0,25          | 07.02.2014          | 21.11.2018          |
| 9    | Милославское       | Милославский       | 8,713                     | 74        | 1             | 10.09.2014          | 21.11.2018          |
| 10   | Михайлов           | Михайловский       | 33,384                    | 74        | 1             | 23.10.2013          | 13.12.2018          |
| 11   | Мосолово           | Шиловский          | 127,079                   | 350       | 2             | 08.07.2014          | 12.12.2018          |
| 12   | Парфеново          | Клепиковский       | 20,622                    | 90        | 1             | 19.04.2017          | 13.12.2018          |
| 13   | Пронск             | Пронский           | 27,880                    | 74        | 0,25          | 01.10.2014          | 12.12.2018          |
| 14   | Просечье           | Александро-Невский | 4,749                     | 74        | 0,5           | 31.05.2017          | 21.11.2018          |
| 15   | Ряжск              | Ряжский            | 38,800                    | 100       | 1             | 24.11.2014          | 13.12.2018          |
| 16   | Рязань             |                    | 630,035                   | 180       | 1             | 20.12.2013          | 30.12.2015          |
| 17   | Салтыково          | Сасовский          | 8,342                     | 74        | 1             | 21.01.2015          | 21.11.2018          |
| 18   | Сараи              | Сараевский         | 12,708                    | 74        | 1             | 09.12.2013          | 13.12.2018          |
| 19   | Сасово             | Сасовский          | 39,535                    | 121,45    | 0,5           | 09.12.2013          | 20.11.2018          |
| 20   | Скопин             | Скопинский         | 47,822                    | 90        | 0,5           | 20.05.2015          | 20.11.2018          |
| 21   | Терентеево         | Пителинский        | 5,947                     | 74        | 0,5           | 24.11.2014          | 20.11.2018          |
| 22   | Федоровское        | Захаровский        | 2,909                     | 52        | 0,1           | 09.12.2013          | 13.12.2018          |
| 23   | Чернавские Выселки | Милославский       | 2,250                     | 74        | 0,1           | 24.11.2014          | 21.11.2018          |
| 24   | Шацк               | Шацкий             | 17,203                    | 74        | 0,5           | 21.01.2015          | 21.11.2018          |

## Галерея телевизионных башен Рязанской области

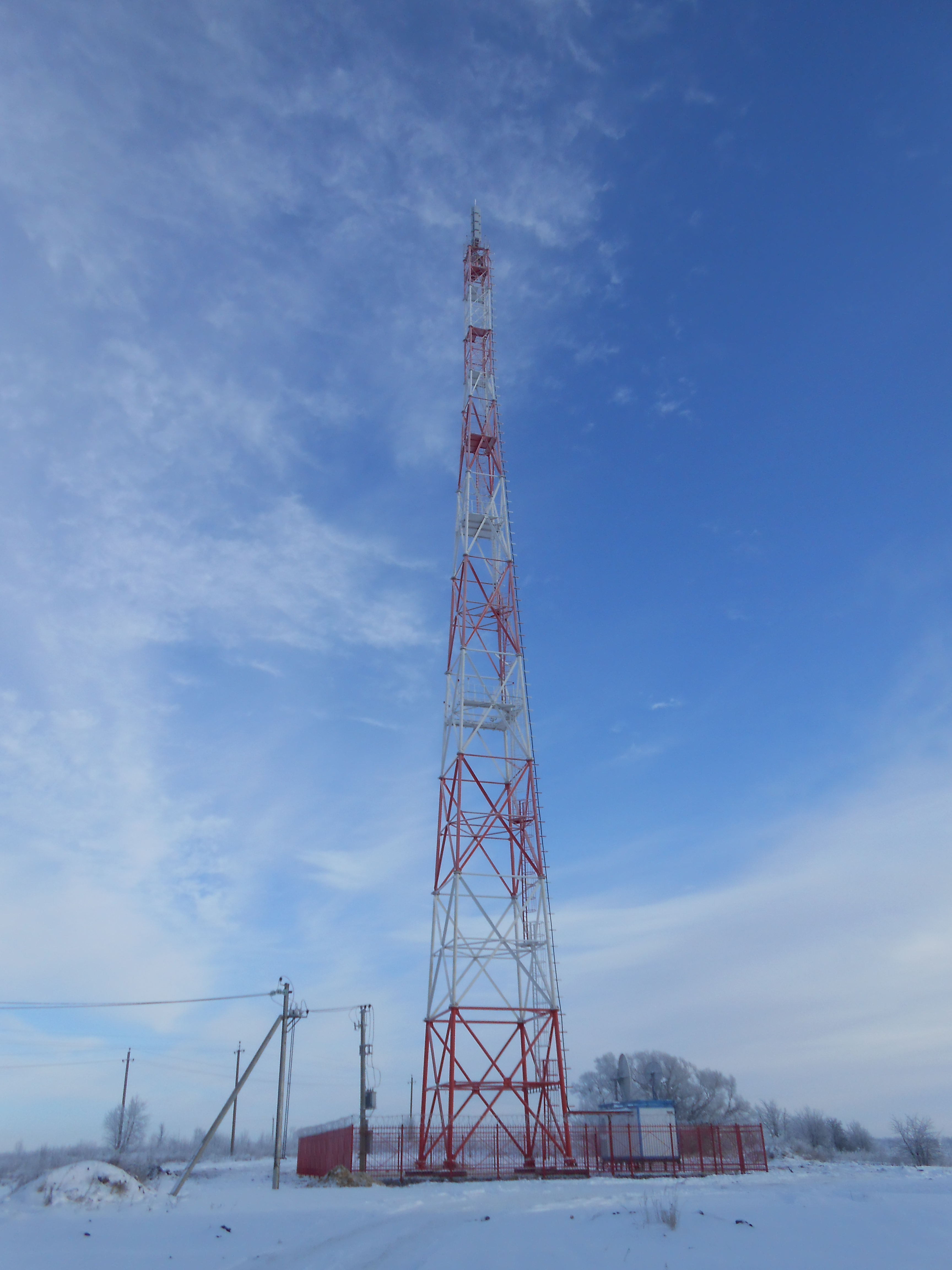
АМС Богослово, высота 74 метра
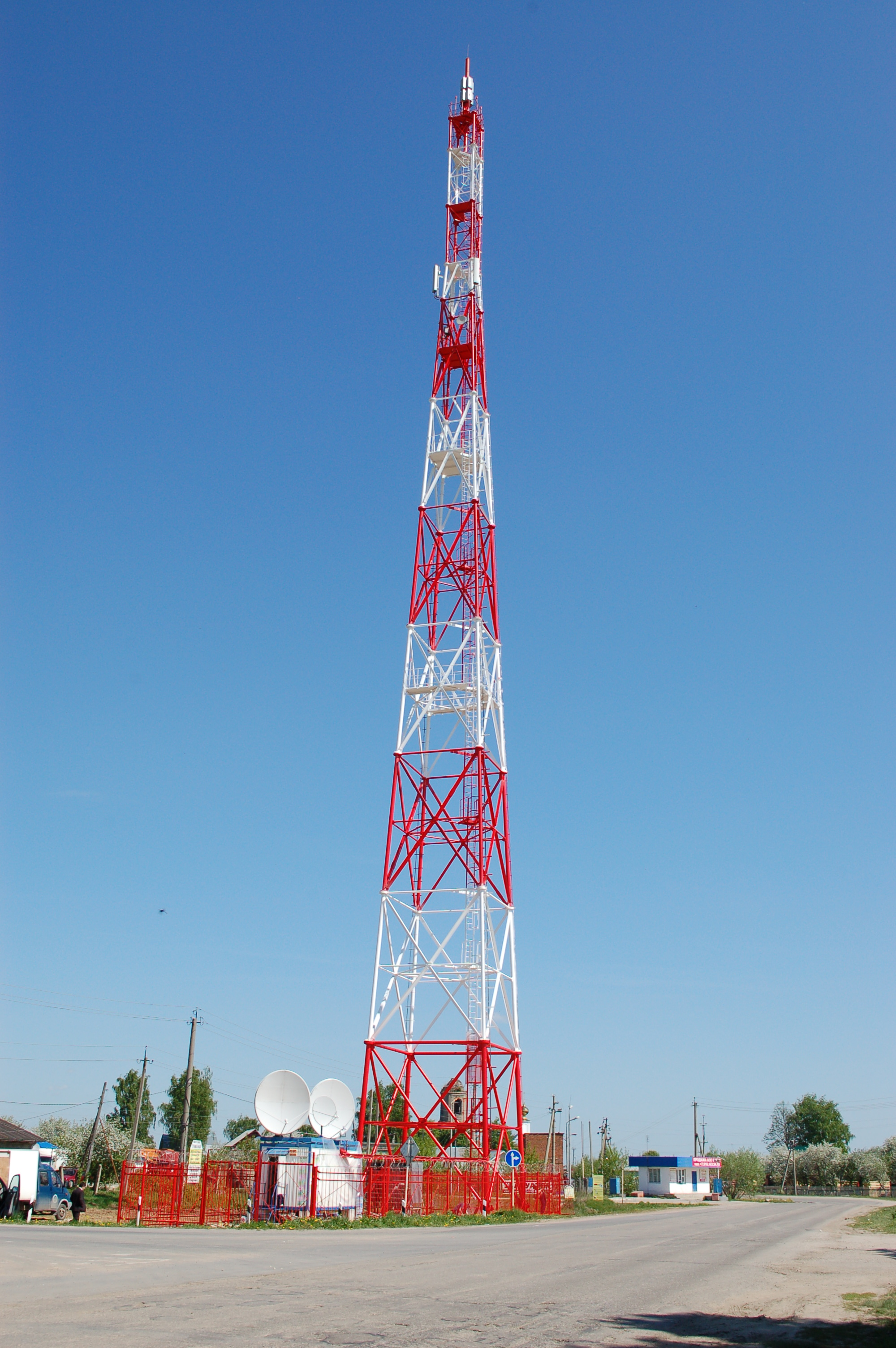
АМС Елатьма, высота 72 метра
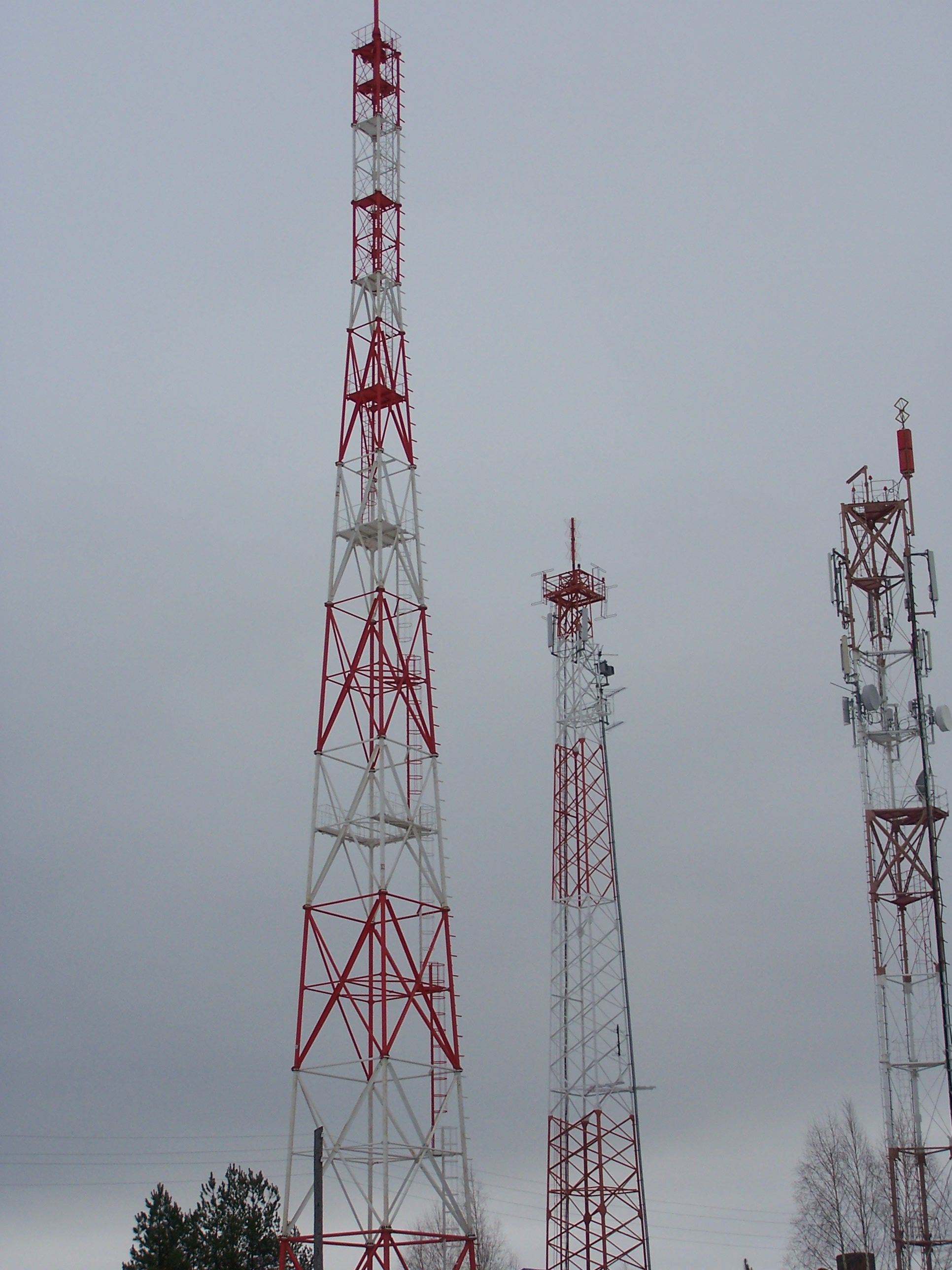
АМС Ермишь, высота 74 метра
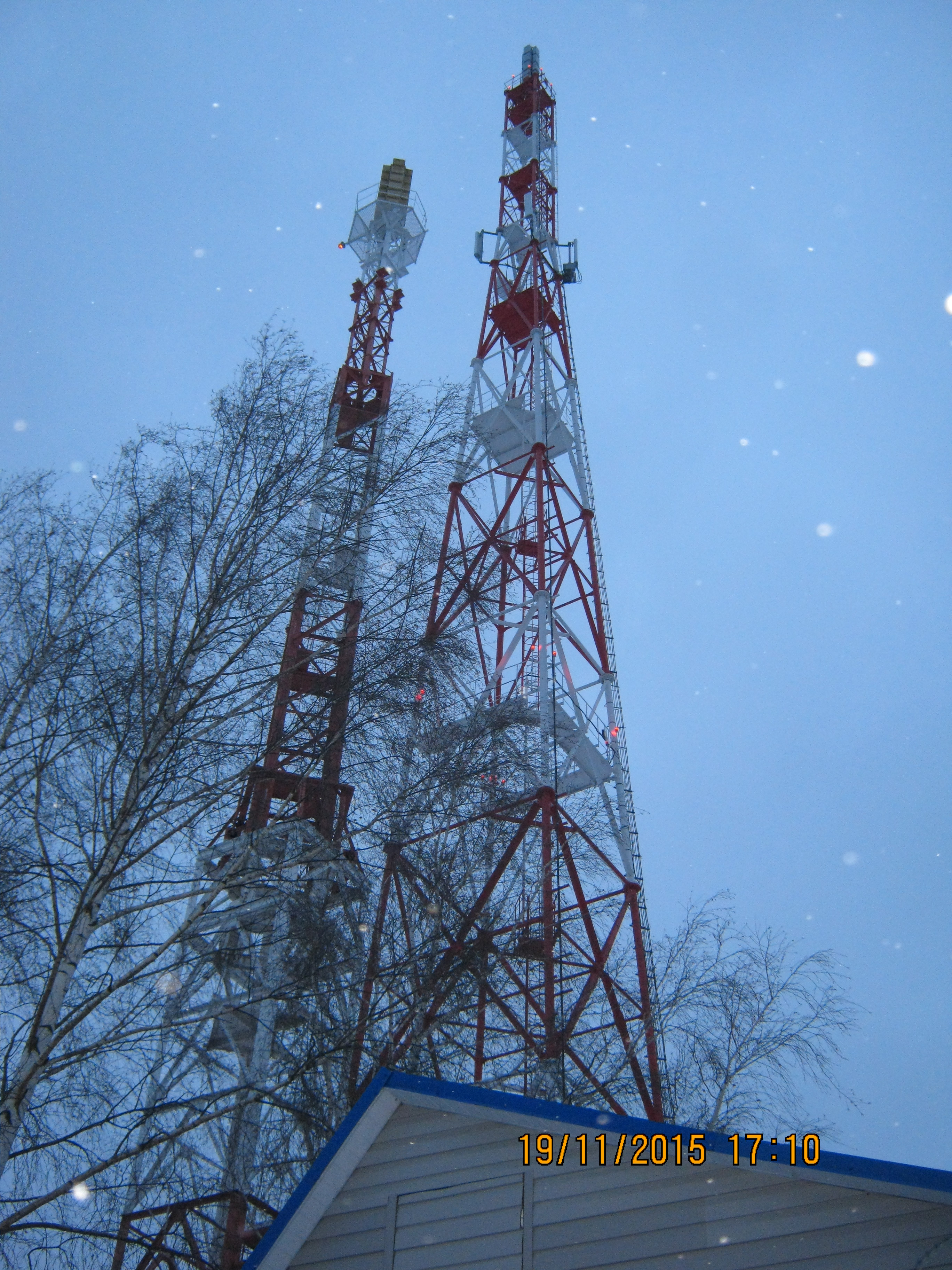
АМС Кадом, высота 74 метра
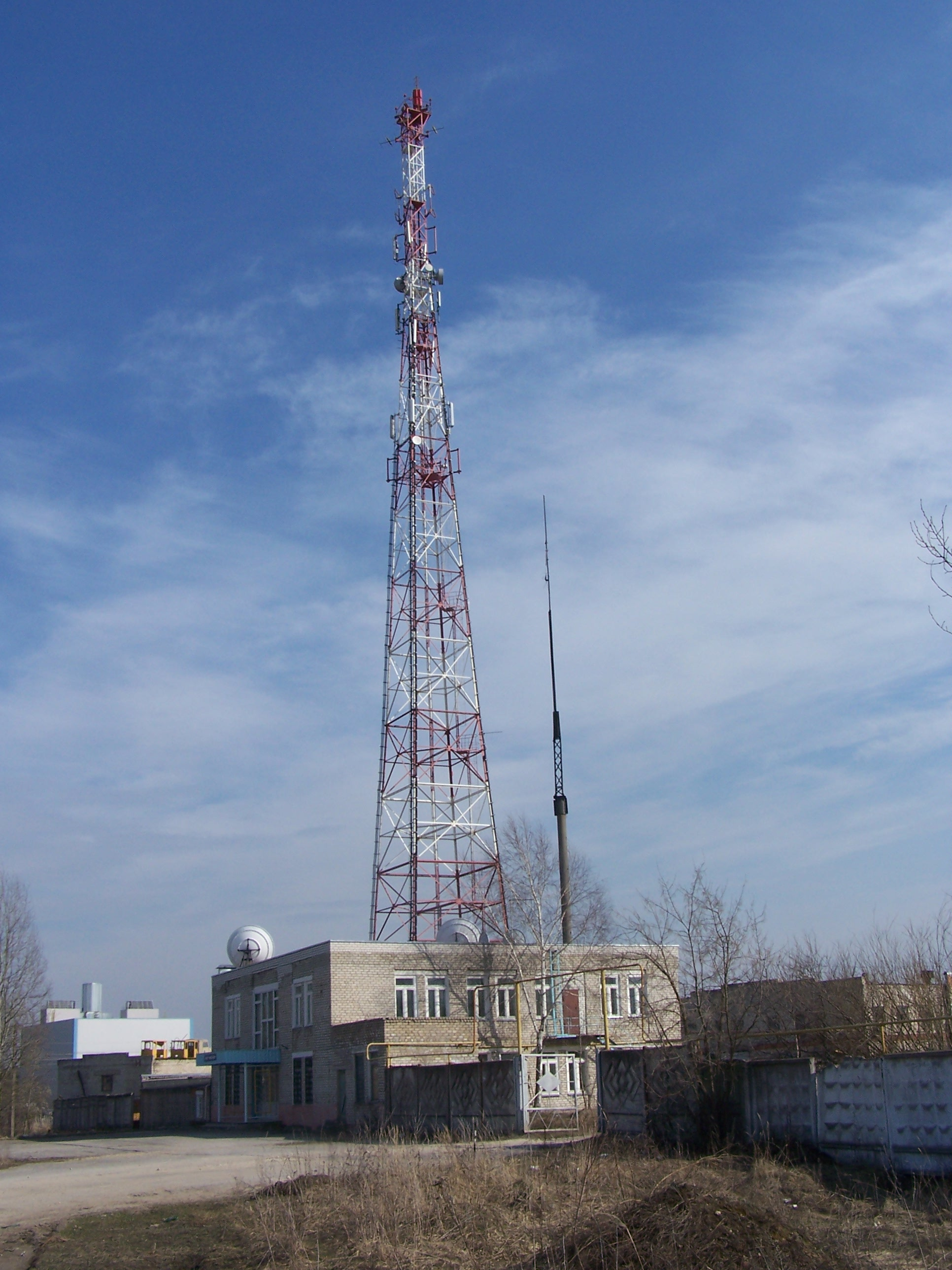
АМС Касимов, высота 79,2 метра
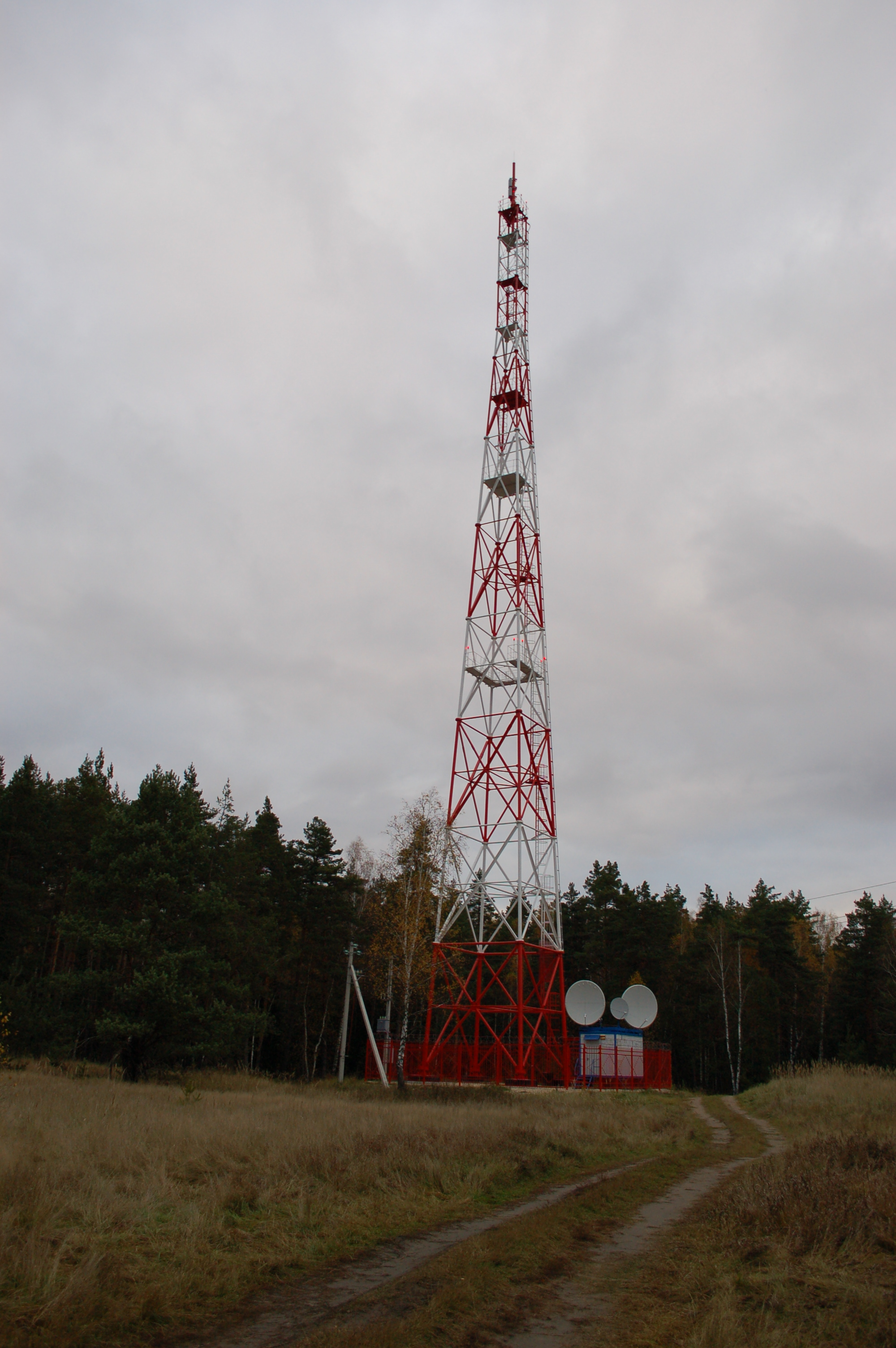
АМС Кельцы, высота 72 метра
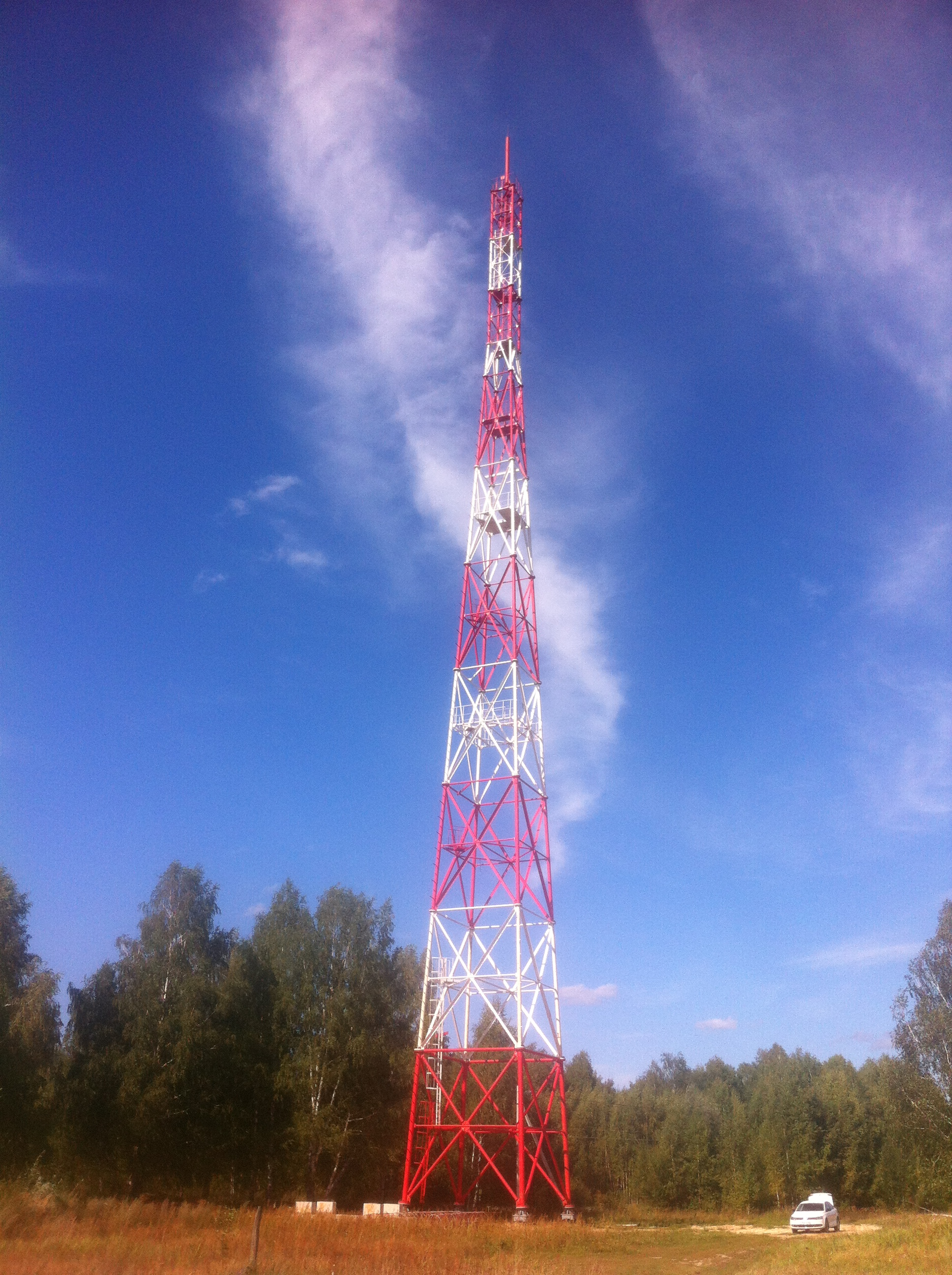
АМС Клетино, высота 74 метра
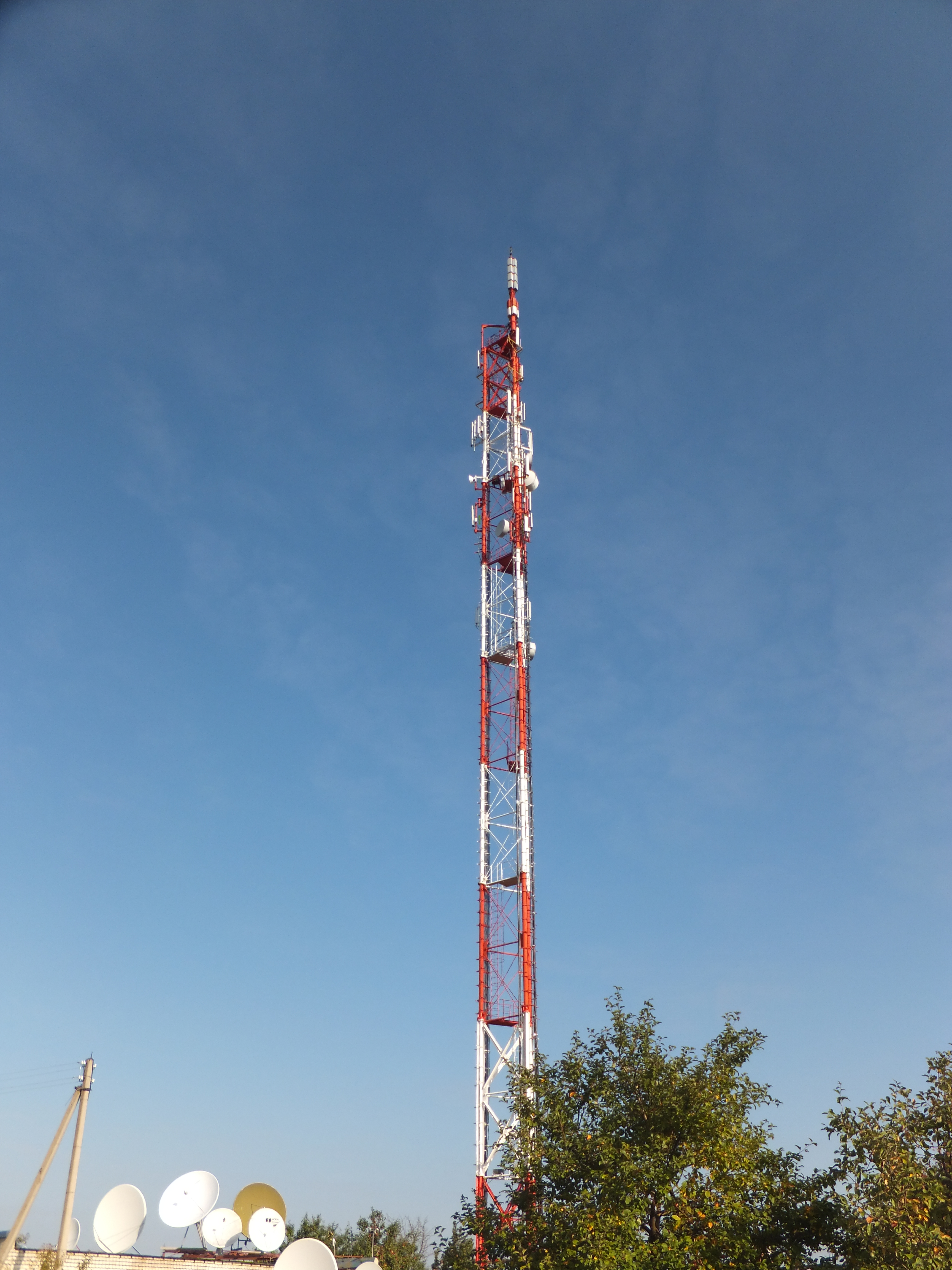
АМС Лесное Конобеево, высота 72 метра
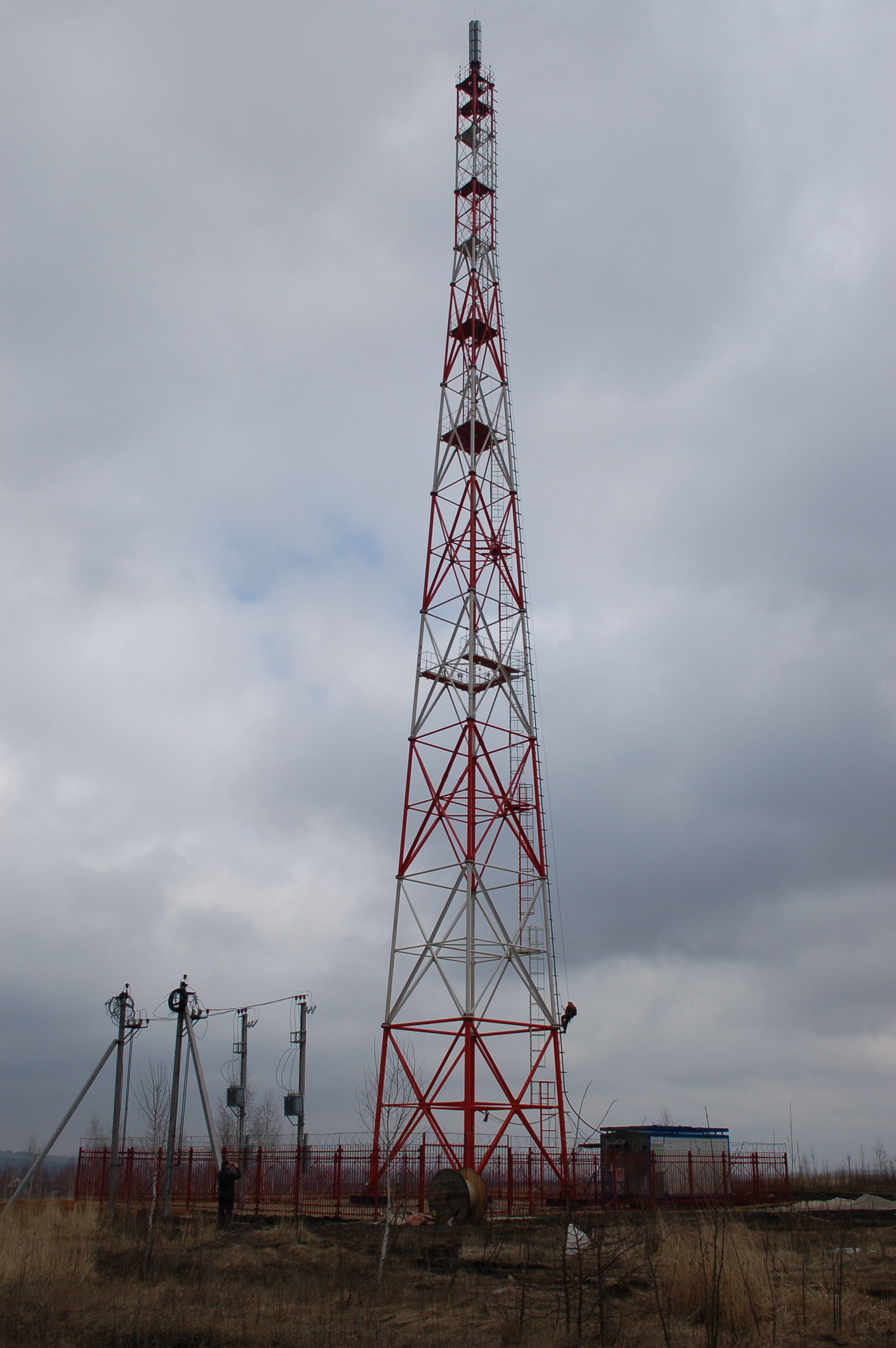
АМС Милославское, высота 74 метра
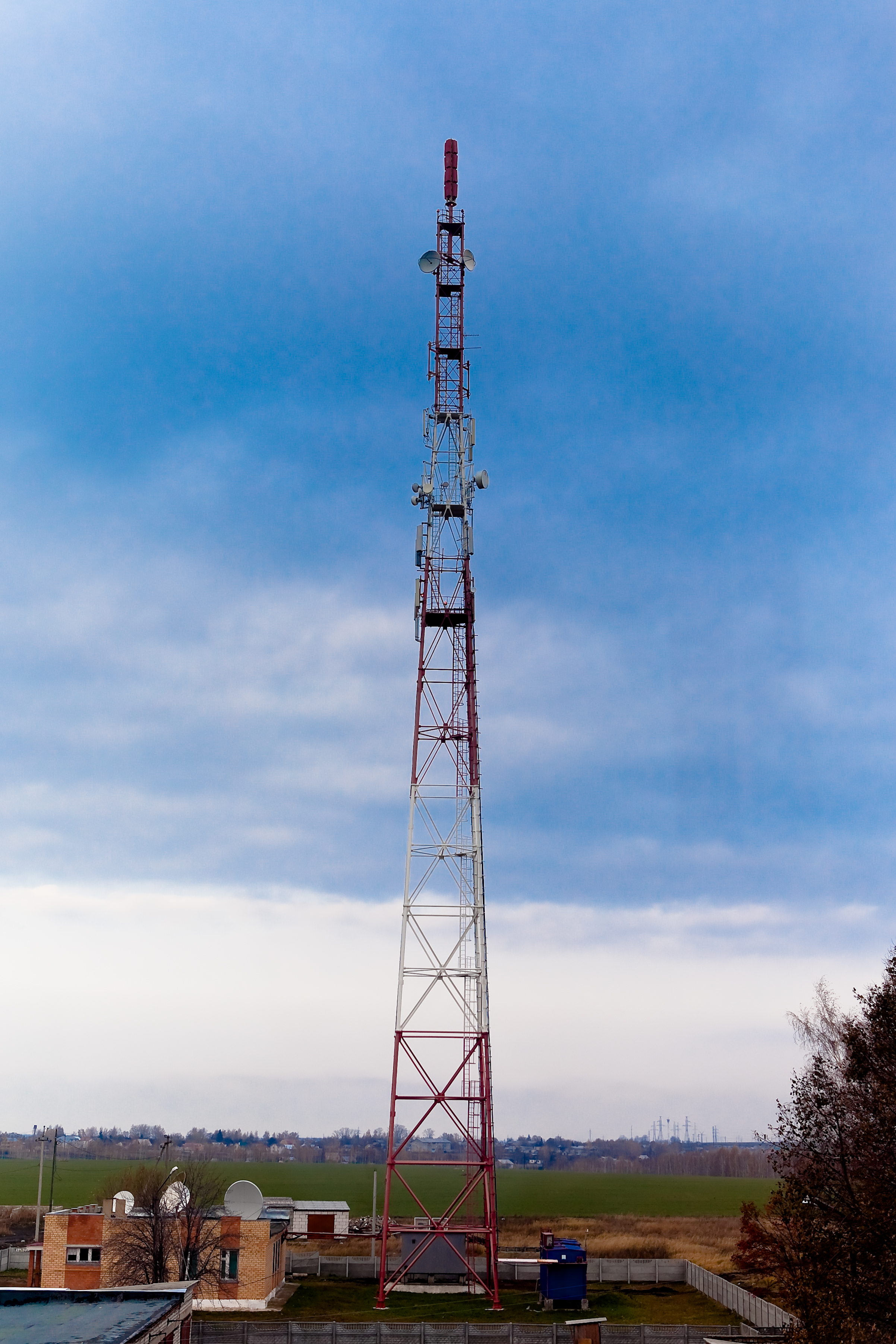
АМС Михайлов, высота 74 метра
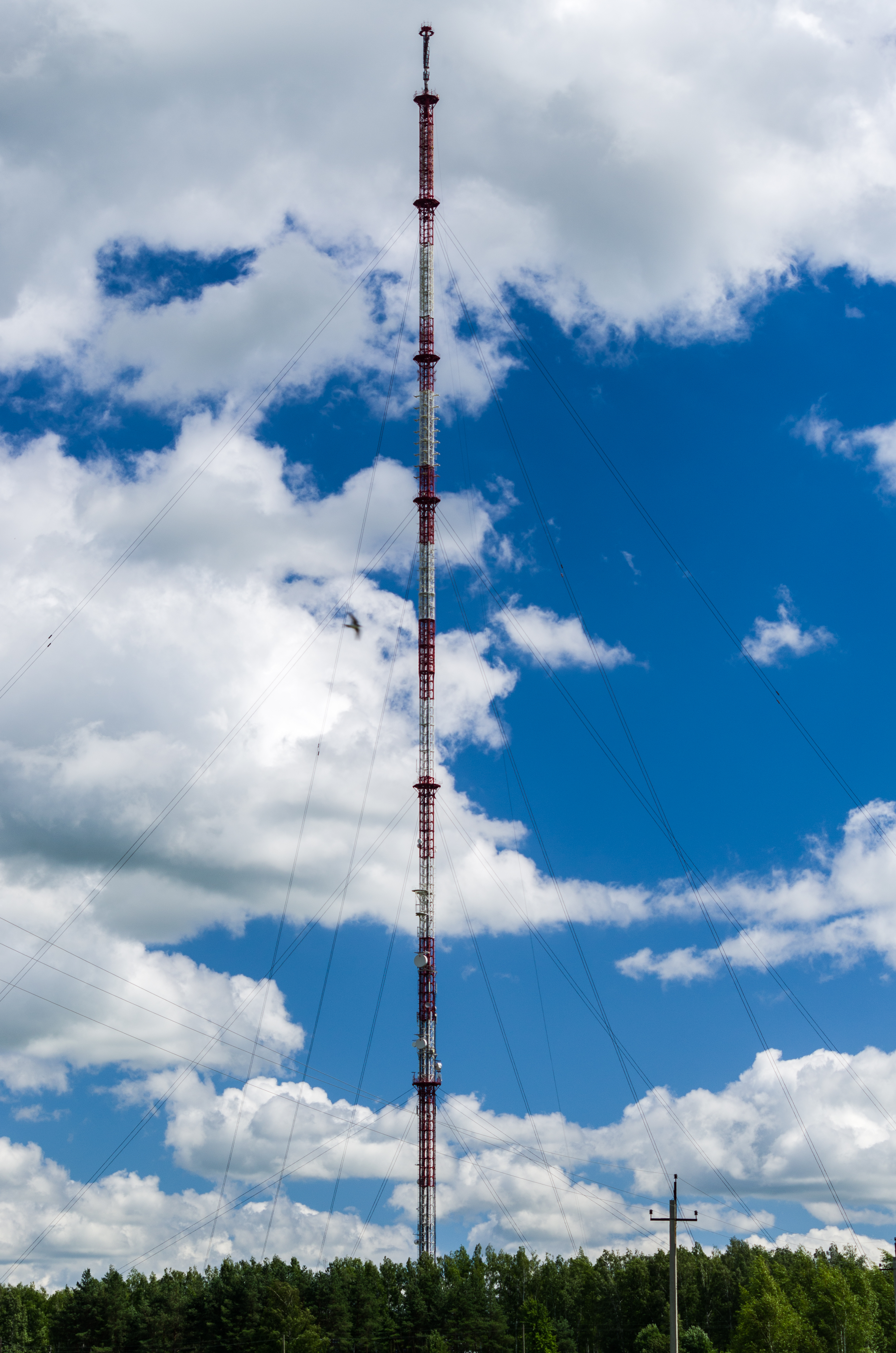
АМС Мосолово, высота 350 метров
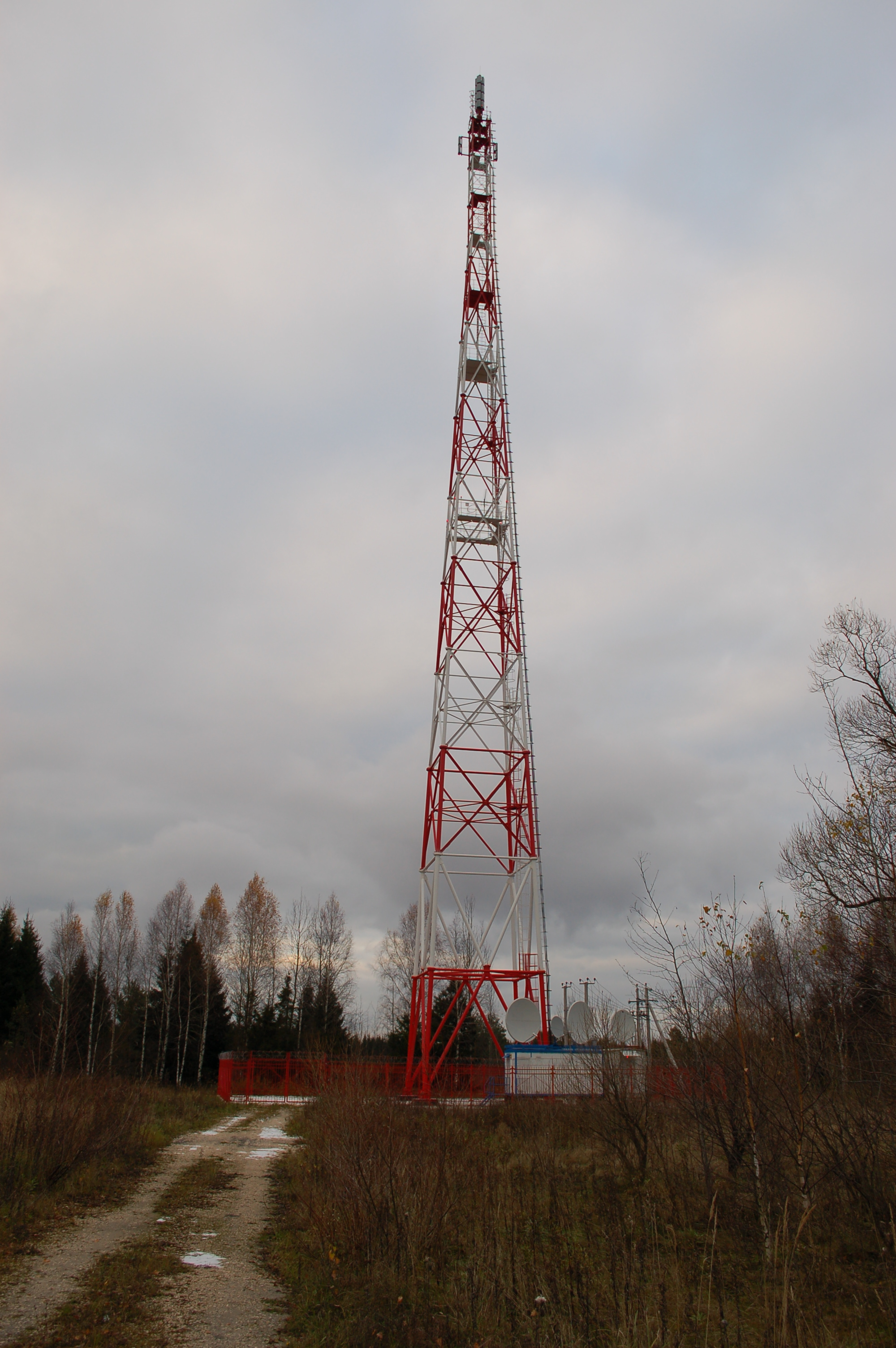
АМС Парфеново, высота 90 метров
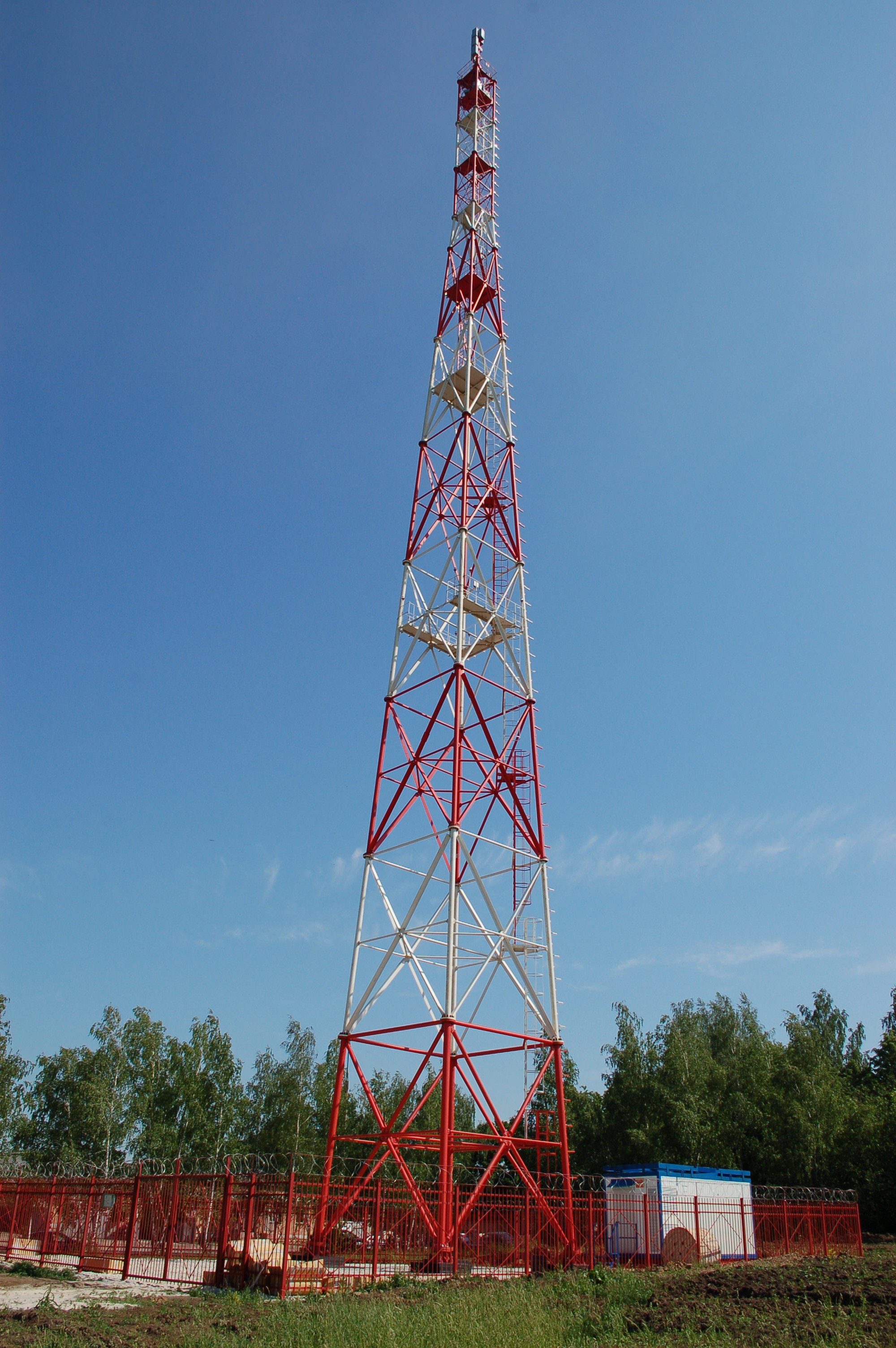
АМС Пронск, высота 74 метра
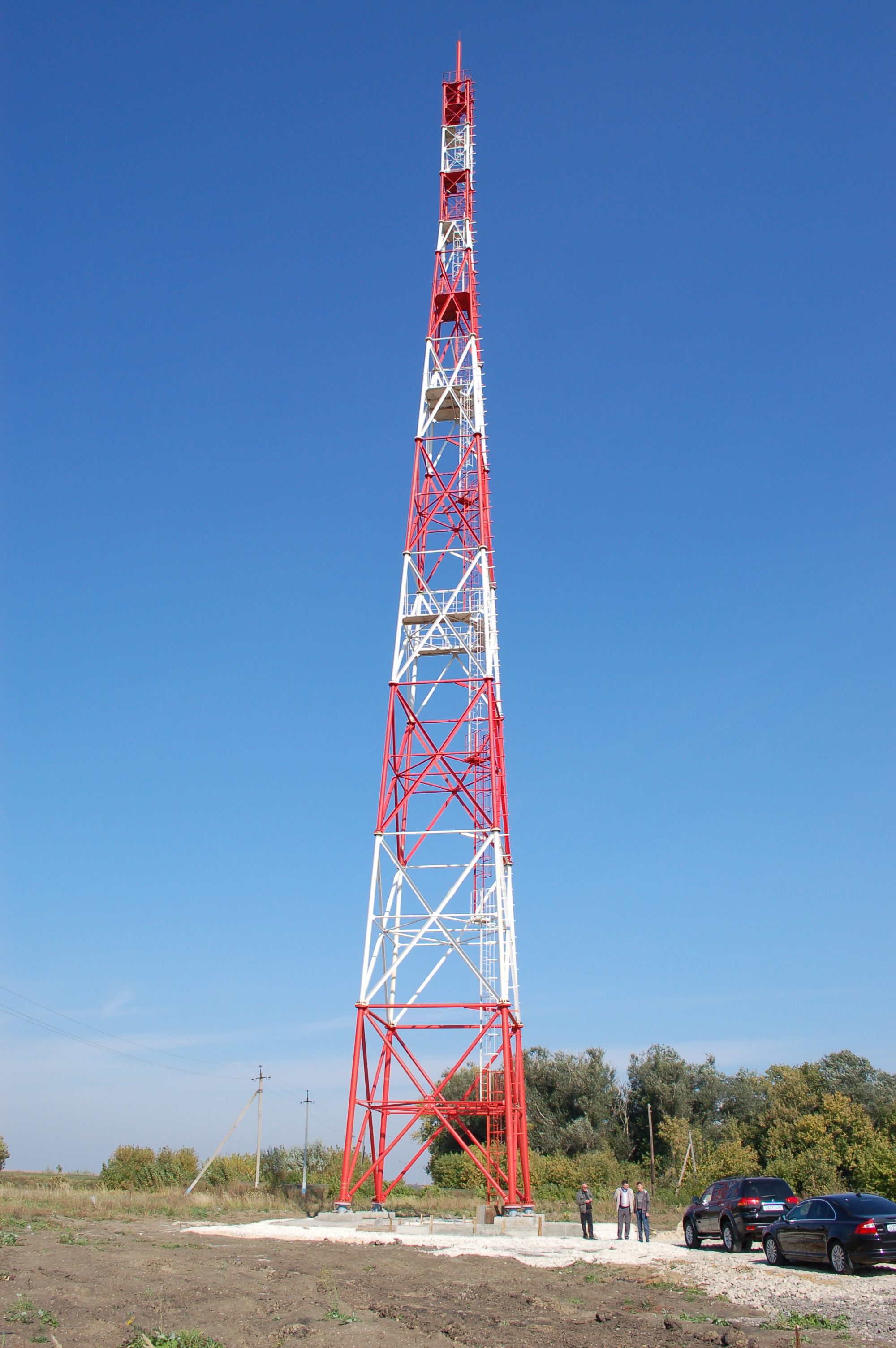
АМС Просечье, высота 74 метра
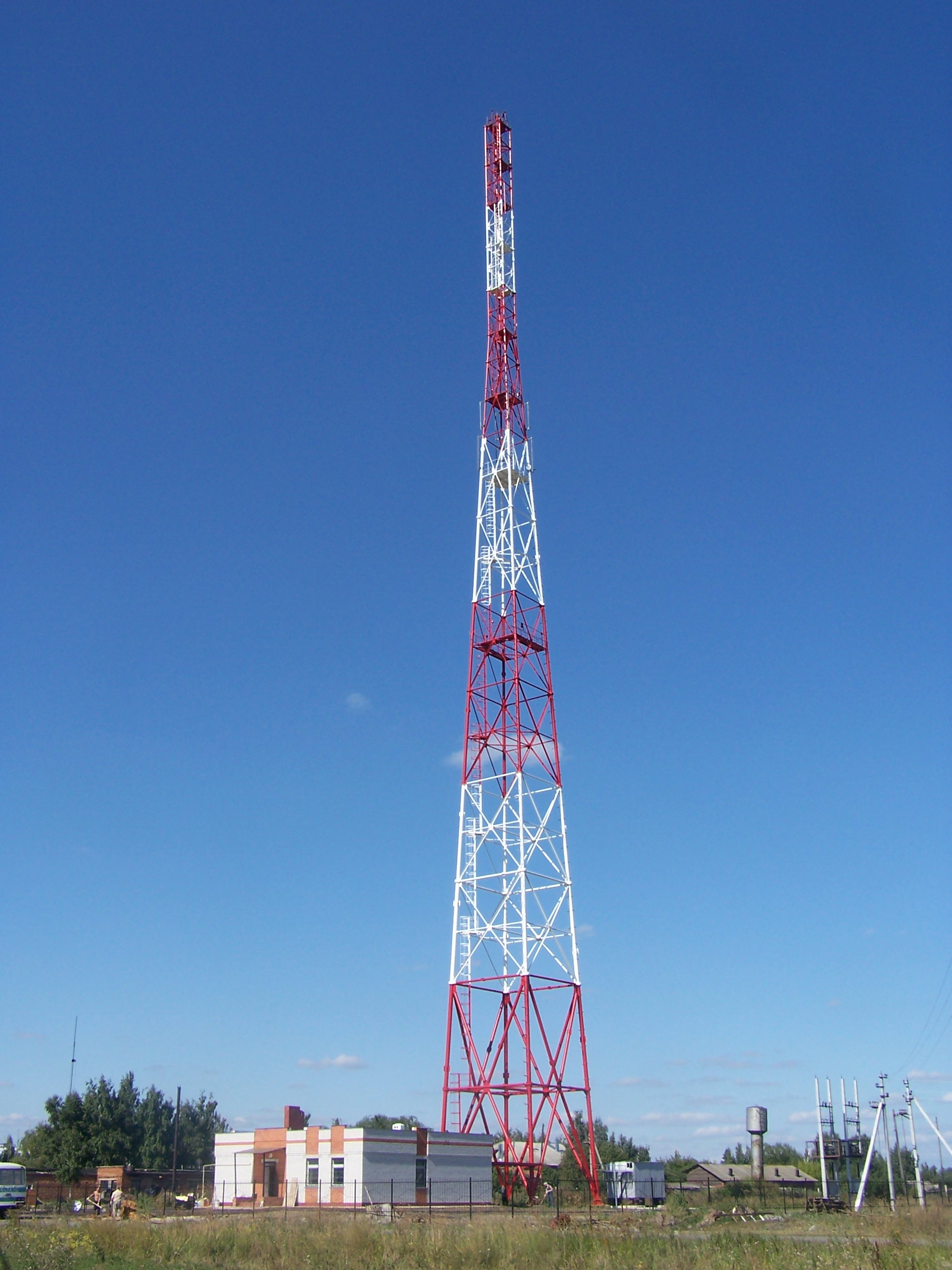
АМС Ряжск, высота 100 метров
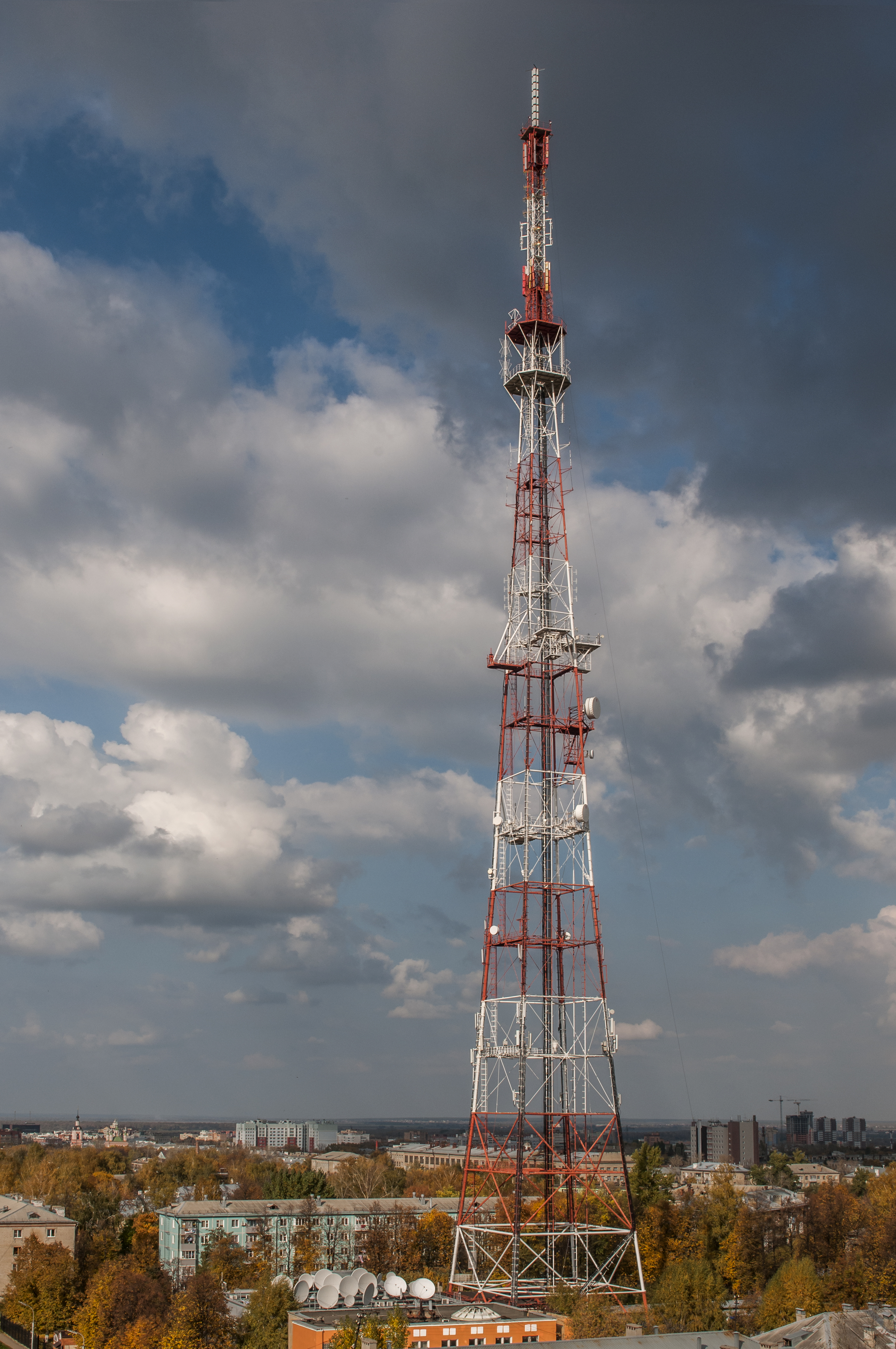
АМС Рязань, высота 180 метров
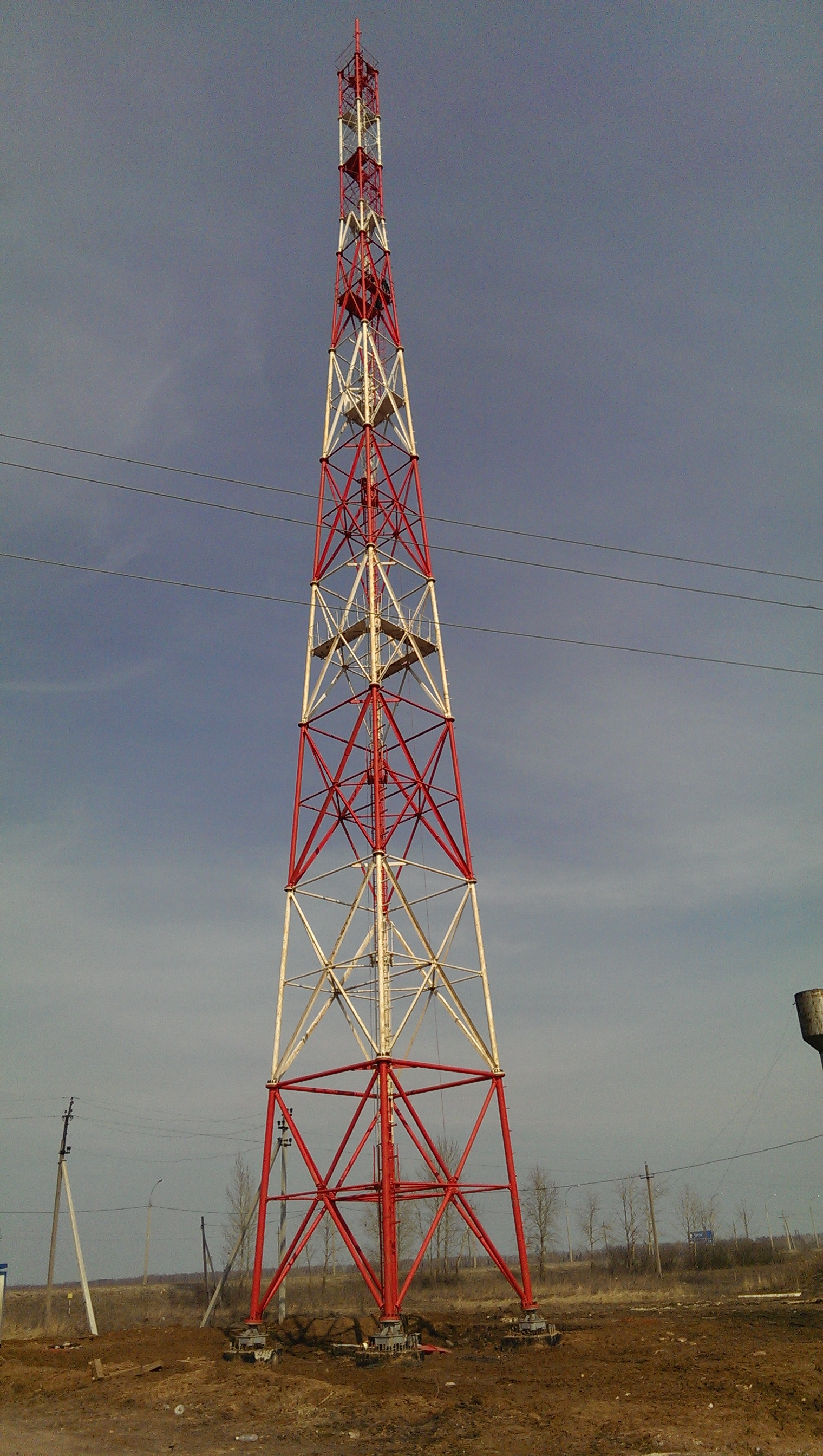
АМС Салтыково, высота 74 метра
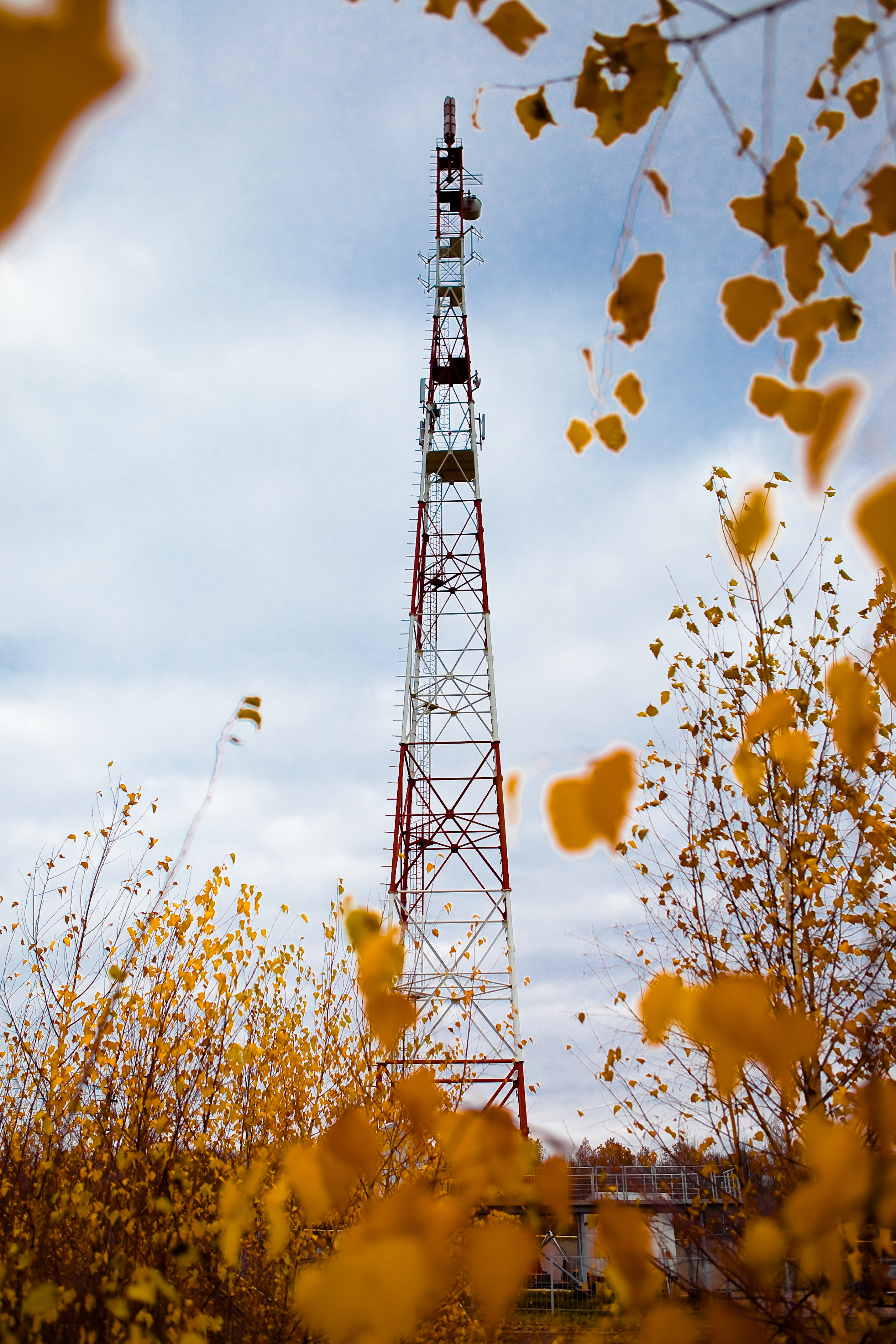
АМС Сараи, высота 74 метра
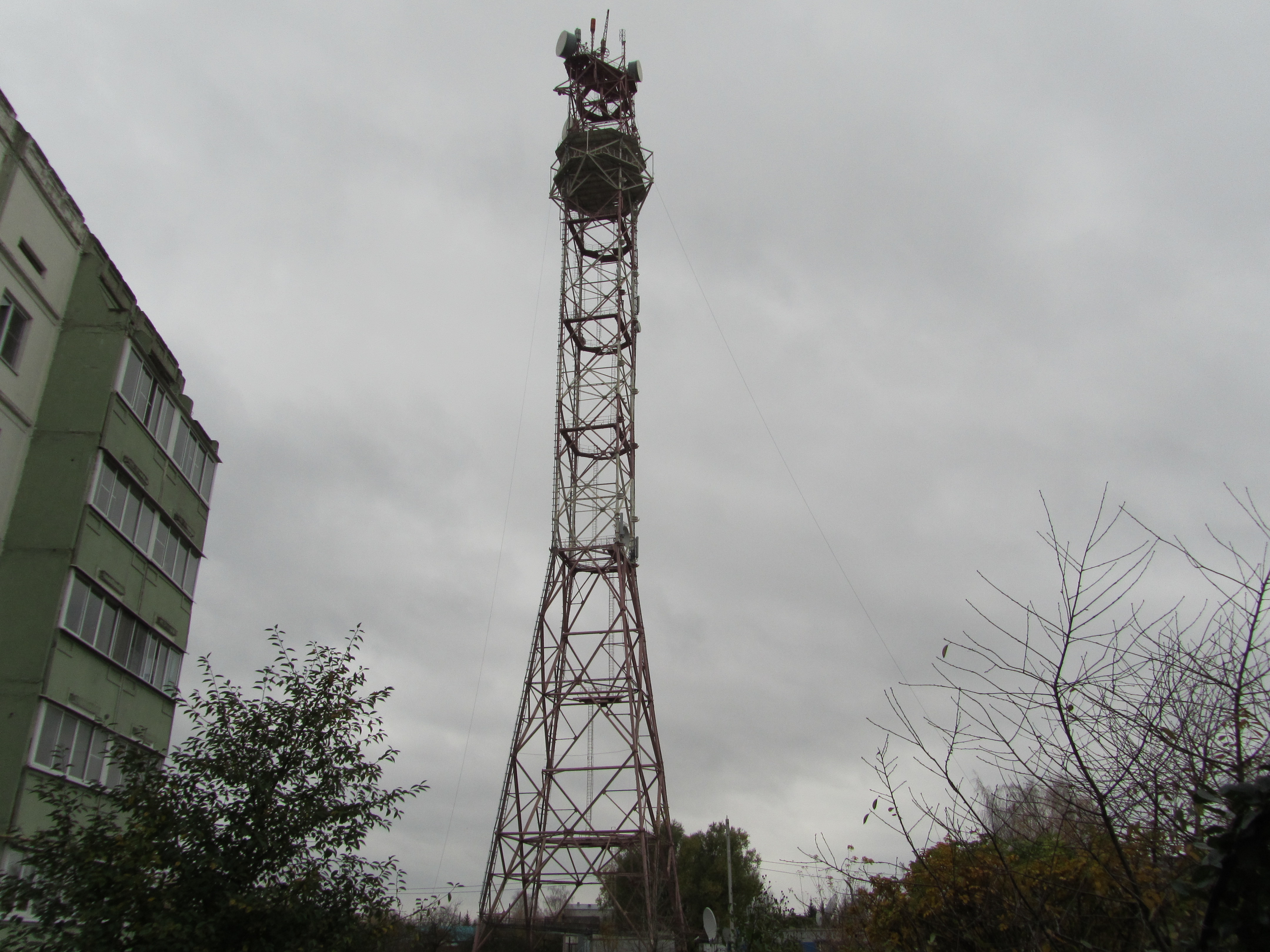
АМС Сасово, высота 121,45 метра
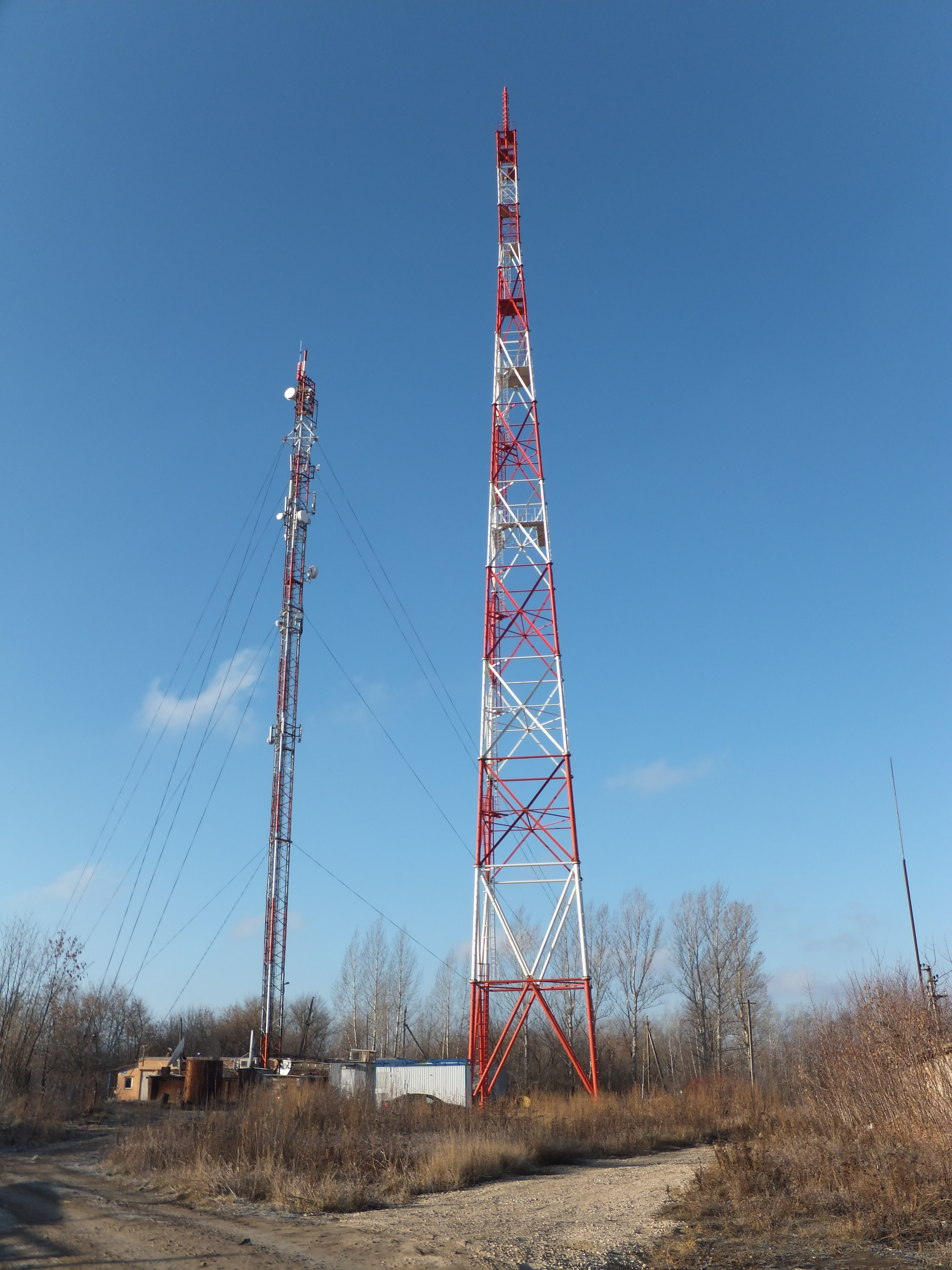
АМС Скопин, высота 90 метров
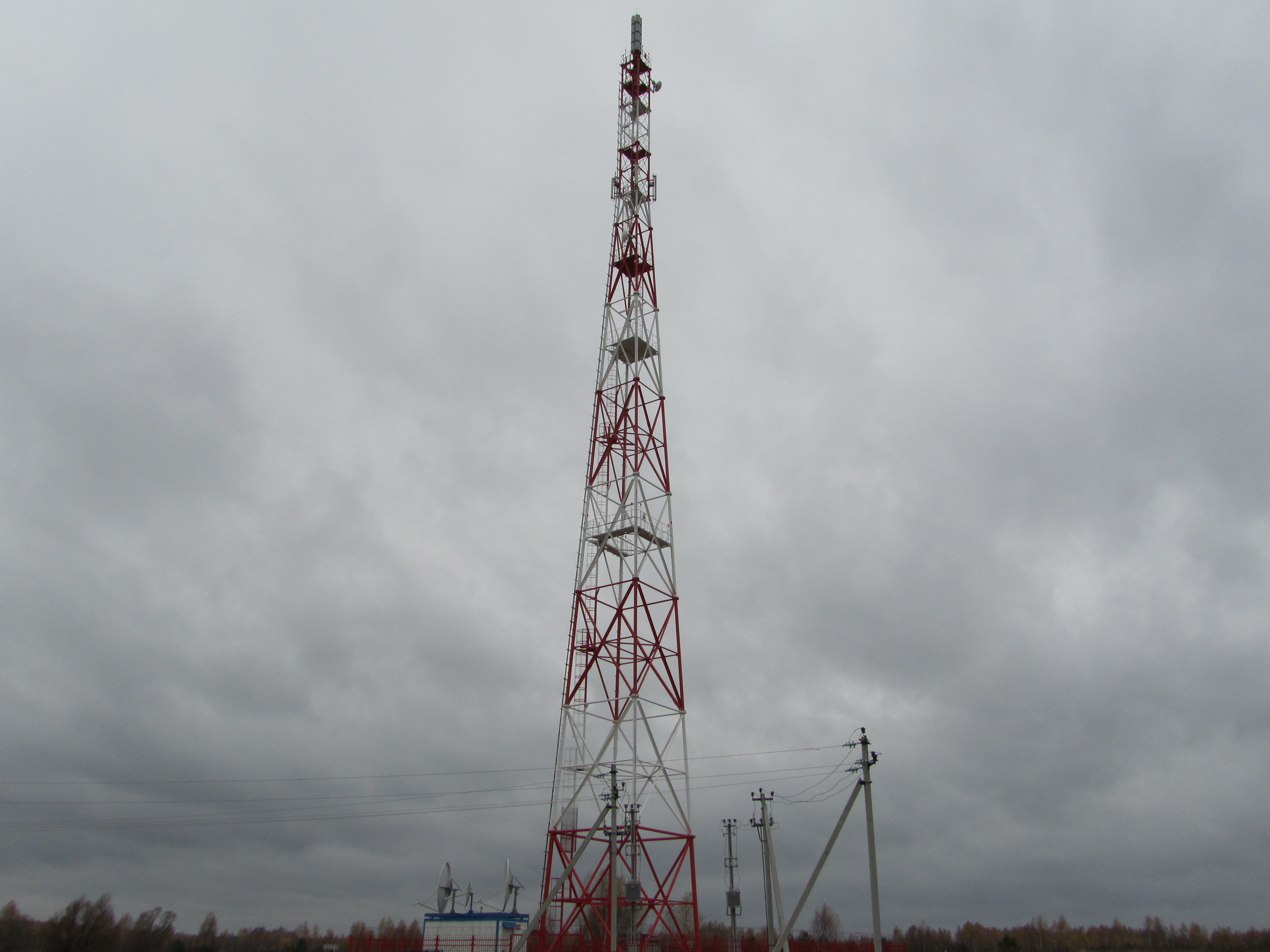
АМС Терентеево, высота 74 метра
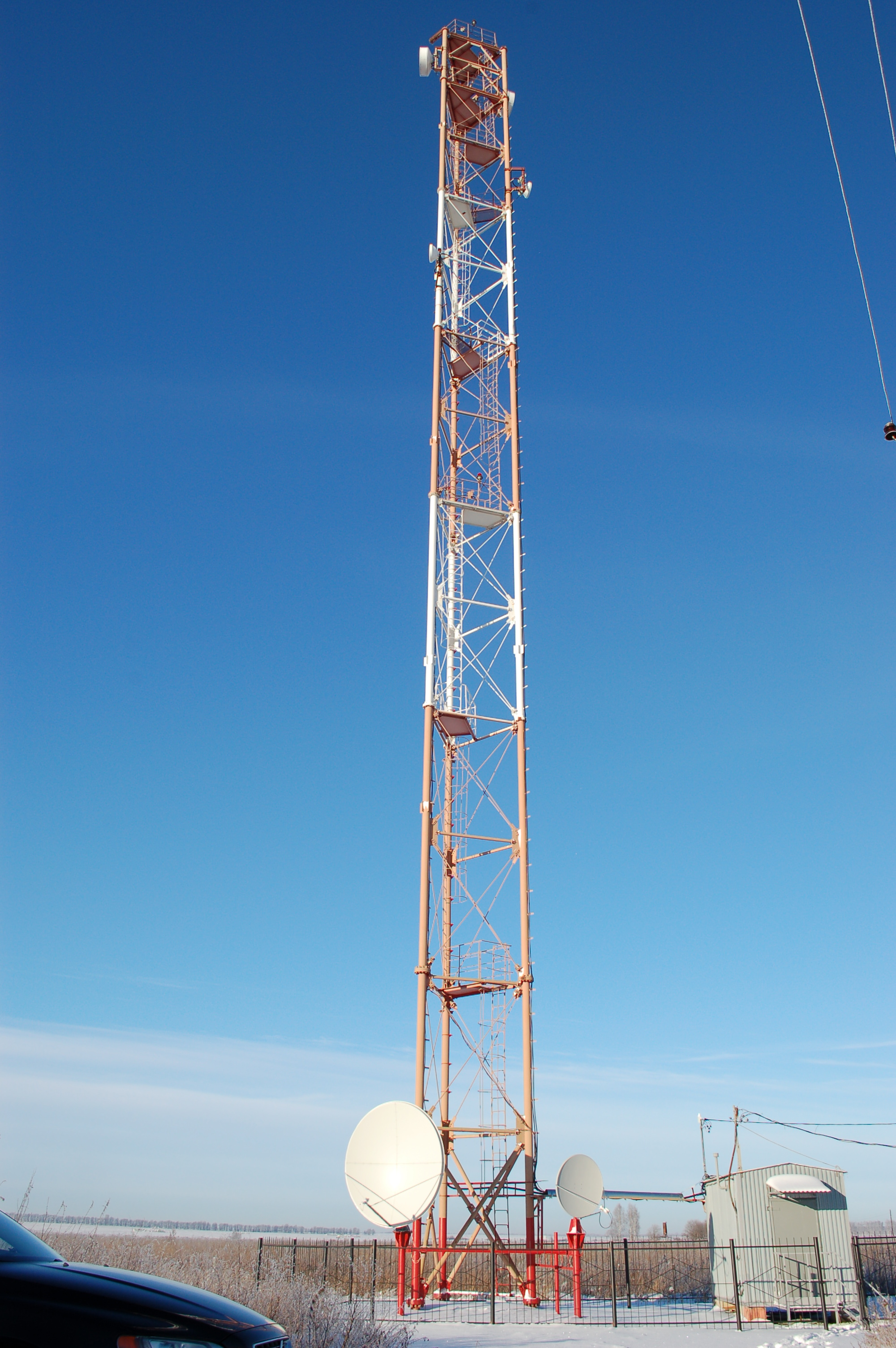
АМС Федоровское, высота 52 метра
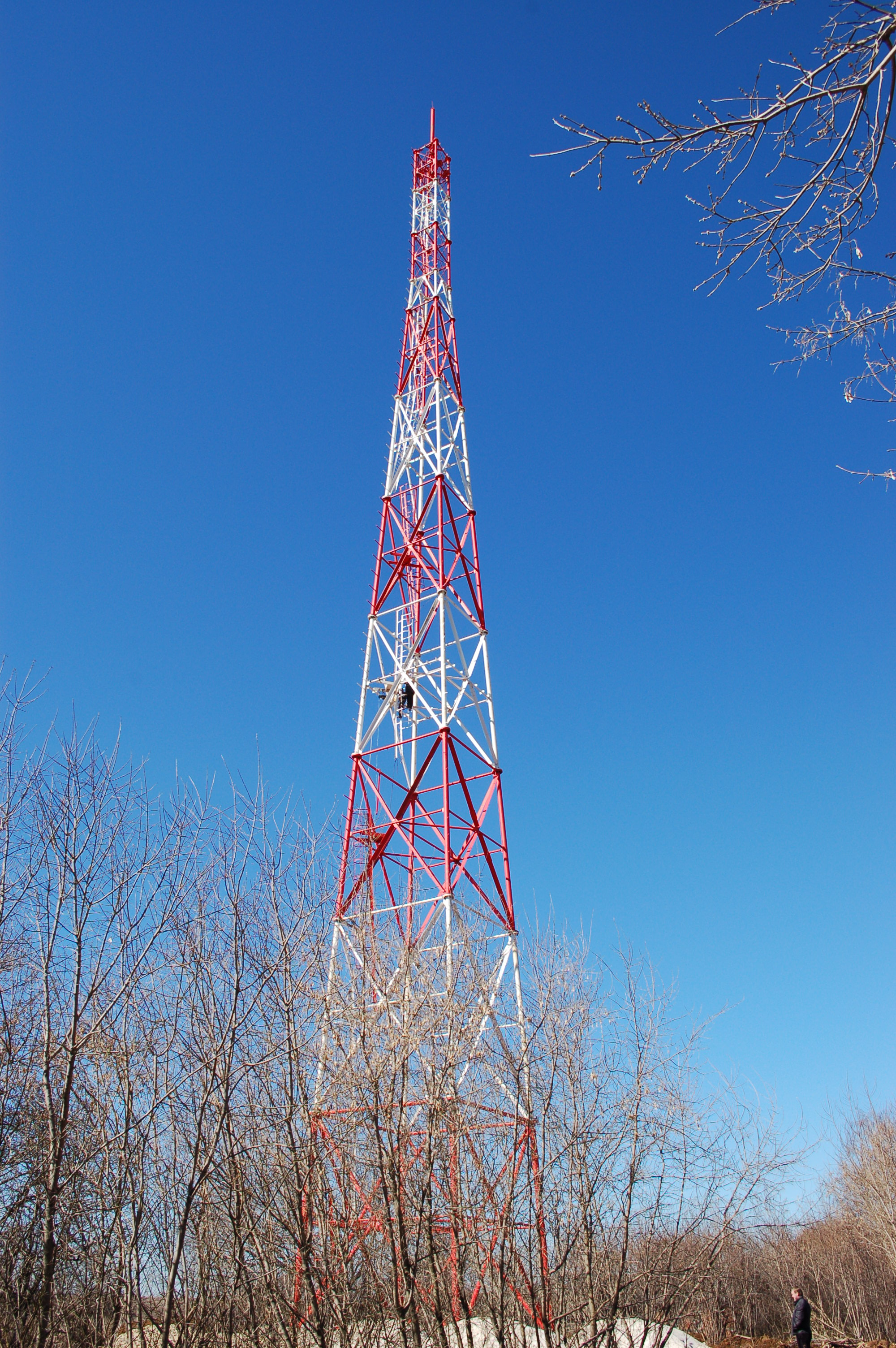
АМС Чернавские Выселки, высота 74 метра
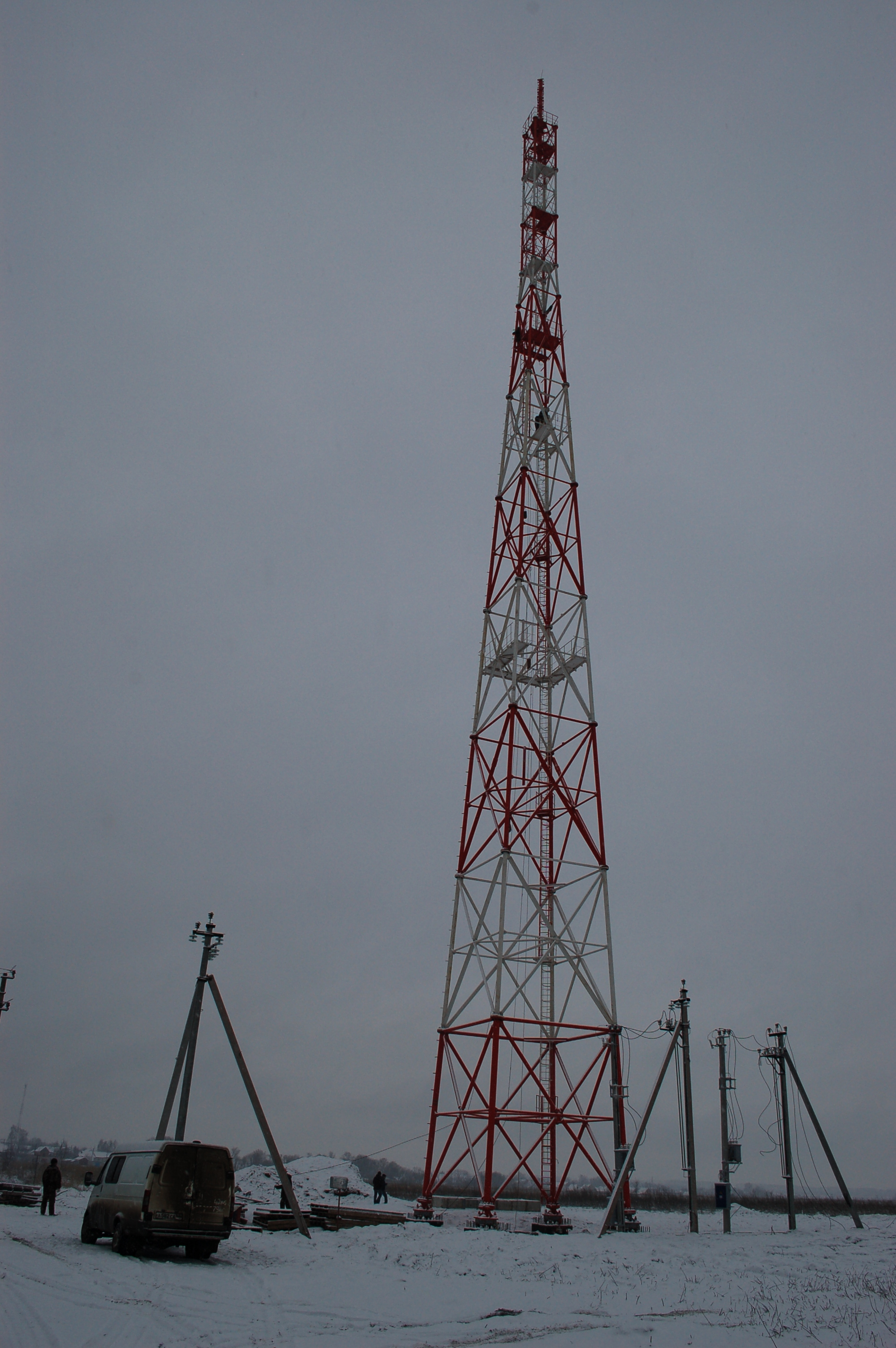
АМС Шацк, высота 74 метра

## Образование
Рязанский филиал РТРС сотрудничает с ФГБОУ ВО «Рязанский государственный радиотехнический университет им. В.Ф. Уткина», студенты  которого проходят практику в подразделениях радиотелецентра, учатся обращаться с современной телерадиовещательной техникой, знакомятся с технологиями цифрового вещания.